# Torinói lepel

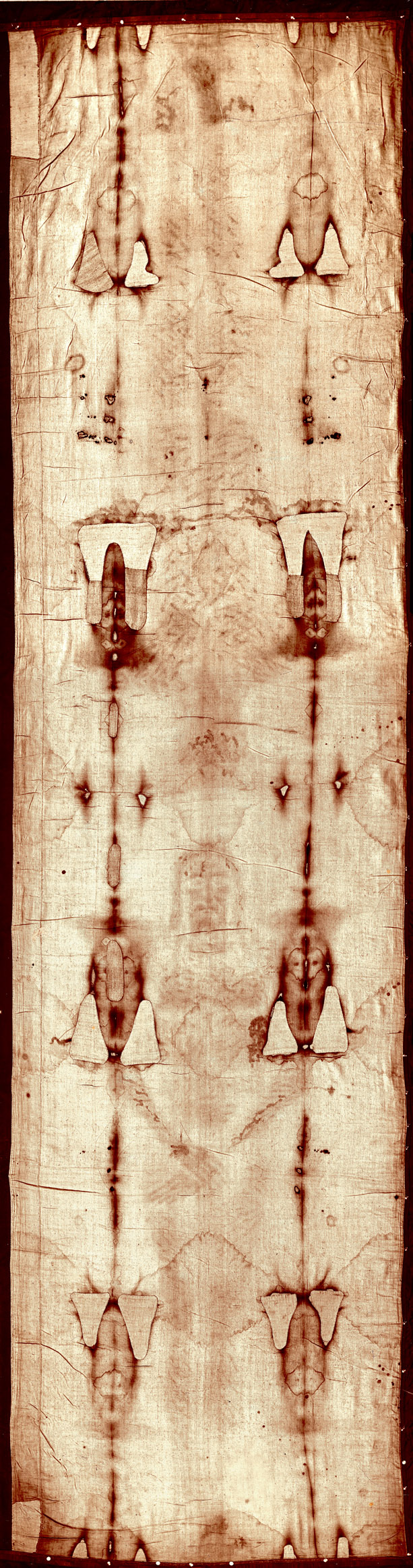
A 436 centiméter hosszú és 110 centiméter széles, halszálka-mintásan szőtt lenvászon lepel

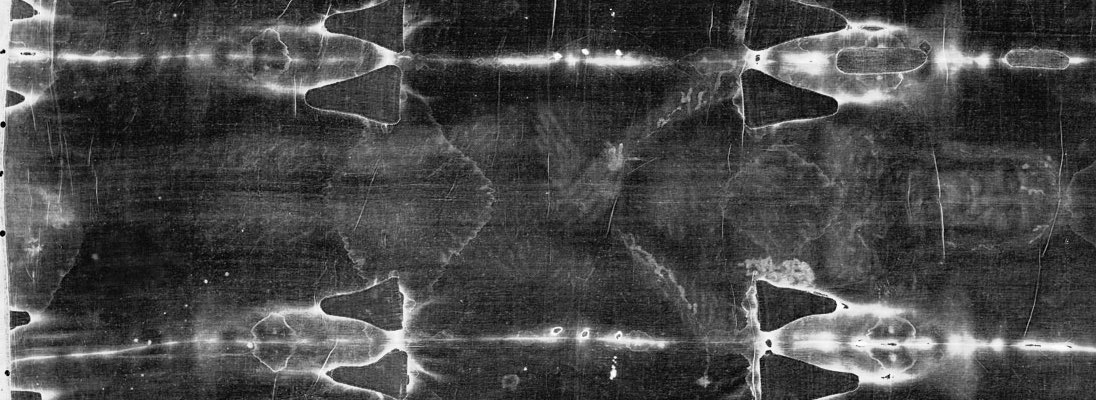
1898. május 25-én Secondo Pia torinói ügyvéd és hobbifotós lefényképezte a leplet. A fénykép előhívásakor a negatív lemezen kivehetővé vált egy emberi arc

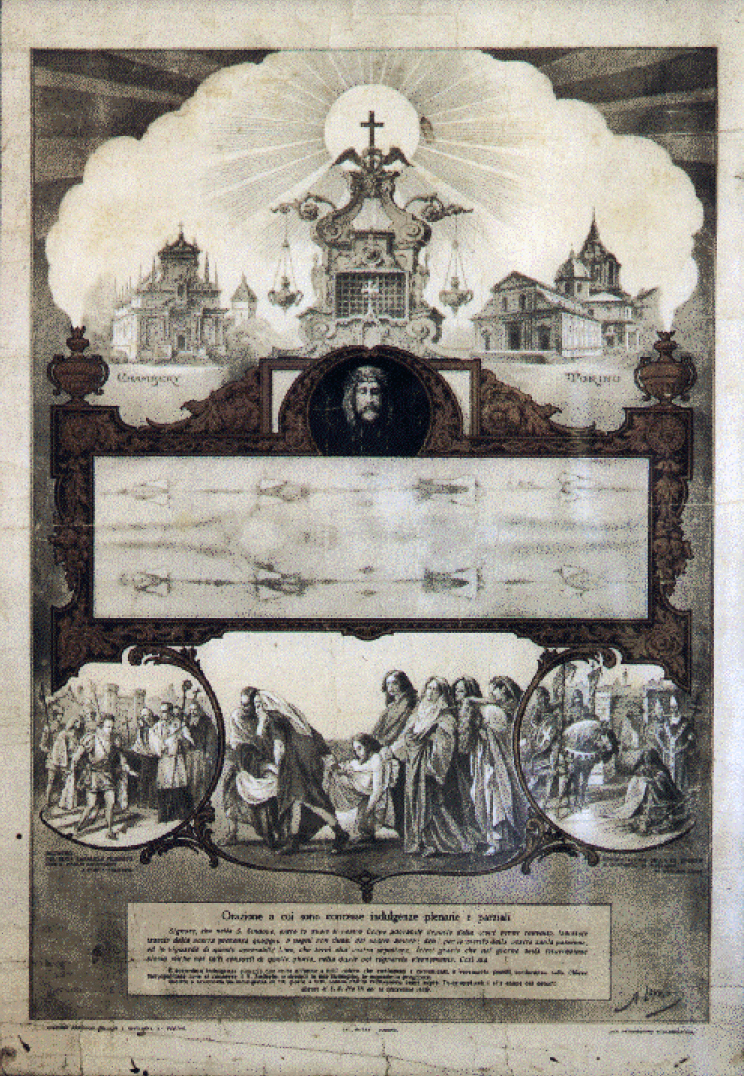
Plakát a lepel 1898. évi kiállításáról

A torinói lepel a Szentszék tulajdonában lévő katolikus ereklye, amelyet az olaszországi Torinóban, A Keresztelő Szent János-katedrálisban őriznek. Időnként nyilvánosan is kiállítják. Eddig 1978, 1998, 2000 és 2010 voltak a korábbi bemutatás évei. Legutóbb 2015. április 19. és június 24. között volt látogatható, természetesen előjegyzés és maximális biztonsági intézkedések mellett. Júniusban Ferenc pápa is meglátogatta.
Az újabb korokban alapos és részletes tudományos vizsgálatoknak vetették alá, mert sokak meggyőződése szerint azonos azzal a lepellel, amelybe a Jn 19,40 szerint a halott Jézus testét göngyölték temetéskor, és amely a föltámadás után az üres sírban feküdt (vö. Jn 20,5-6). A lepel egy négy méter hosszú lenvásznon, amelyen egy emberi test mása rajzolódik ki. Ez összhangban van a bibliai elbeszéléssel arról, ahogyan Jézust a lepelbe helyezték a beálló ünnepre tekintettel sürgős temetésekor (vö. pl. Lk 23,52-54). A jelenleg is zajló vita az egész kereszténység számára érdekes, ennyiben a lepel az egész kereszténység ereklyéjének mondható.

## Kutatástörténet
A lepel nagyjából három évszázadon át nagyobb érdeklődés nélkül pihent Torinóban. 1898-ban fényképezték le első ízben, ezután nem sokkal az érdeklődés központjába került. Paul Vignon, a Sorbonne egyetem biológusa mentorának, Yves Delange professzornak, a Francia Tudományos Akadémia tagjának az inspirálására Torinóba utazott, megtekintette a vászonról készült képeket, majd 1902-ben kiadta vizsgálatai eredményéről szóló könyvét Krisztus leple címen. 1931-ben dr. Pierre Barbet francia akadémikus, sebész amputált karokon végzett kísérletei és más patológiai bizonyítékok alapján megjelent Krisztus öt sebe című könyve, amely az érdeklődők körében klasszikussá vált. Egyre több és alaposabb ismertető született, amelyek közül kiemelkedett dr. med. Hynek R. W. Krisztus kínhalála, a modern orvosi tudomány világánál című könyv, amely magyarul is megjelent 1937-ben a Korda Rt. kiadásában.
A világháborútól sújtott negyvenes évek és az azt követő évtized nem hozott átütő eredményt a vászon eredetiségének bizonyításában, azonban 1969-ben egy titkos vizsgálatra került sor. A 11 tagú bizottság jelentését csak 1976-ban hozta nyilvánosságra, amely előrelépést nem jelentett, műszereket nem alkalmaztak, csak javaslatot tettek a gyakorlati kutatások folytatására. Ennek eredményeként a tulajdonos, II. Umbertó (1904–1983), az utolsó olasz király engedélyezte a mintavételt, és a további vizsgálatokat a vászon vonatkozásában. Ian Wilson A torinói lepel című könyve adott újabb jelentős publicitást a vászonnak 1978-ban.
A tudományos vita ma is tart a hitelességét vallók és a hamisítás mellett érvelők között, de említést érdemel a volt torinói érsek, Giacomo Biffi kardinális mondása: "a hívő keresztényeknek nagyjából mindegy hogy a Lepel hiteles-e, abban az értelemben, hogy valóban Jézus Krisztus halotti leple volt-e, míg az ateisták minden erejüket bevetik, hogy ennek ellenkezőjét bizonyítsák.".

## A lepel jellemzői
A torinói lepel 436 centiméter hosszú és 110 centiméter széles, átlagos vastagsága 0,34 milliméter, tömege 2450 gramm, a 2002-ben végzett vizsgálat alapján. Halszálka-mintás lenvászon szövet, amely egy olyan ember fényképészeti negatív képét hordozza, akit a feltételezések szerint a keresztre feszítéssel egyező módon kínoztak meg. A vásznat a torinói Szent János-katedrálisban őrzik. A negatív képben megjelenő alaknak világviszonylatban egyedülálló a megjelenése. A vásznon, a rajta látható alak frontális és dorzális képmásán kívül vérfoltoknak és víznyomoknak tartott elszíneződések, valamint égési sérülések is láthatók, ez utóbbiak a franciaországi Chambéry várkápolnájában 1532-ben pusztított tűzvész nyomai.
A lepel heves viták tárgya tudósok, hívők, történészek és írók, de elsősorban a szindonológusok körében. Sokak szerint a textília akkor színeződhetett el, amikor Jézus feltámadt a sírjából. A kétkedők szerint ez az elmélet egy középkori hiedelem, ami egy eddig ismeretlen, meg nem értett folyamatot próbált magyarázni.
A lepel egy eredetileg fehér, a korának megfelelően megfakult, megsárgult, vajszínűvé vált lenvászon anyag. Alkalmas egy ráfektetett emberi test (a leplet a fejnél visszahajtva) teljes befedésére. Az időszámításunk kezdete körül a Közel-Keleten elterjedt szövőszékfajtán készítették. Korábban gyapotot is feldolgozhattak rajta, mivel ilyen anyagmaradványok kerültek a len szálai közé.
A rajta lévő képmás a felszíni elemi rostszálak (szépia szalmasárga színű) elszíneződésével keletkezett, anatómiailag pontosan követi egy keresztre feszített és ott kínhalált halt ember testének képét. A férfialakon kívül, az így kivégzetteknél várható módon, vérző sebek körvonalai ismerhetők fel. A Közel-Keleten gyakoribb AB vércsoportba tartozó emberi vér foltjai Krisztusnak, az evangéliumokban leírt bántalmazásaival vannak összhangban.
Sebek: Krisztusnak az elfogatása után említett, az evangéliumokban leírt sebeire utaló jelek a leplen mind fellelhetők, nagyfokú egyezőséget mutatnak a passiótörténetben foglaltakkal:
- Amikor ezt mondta, az ott álló szolgák közül az egyik arcul ütötte Jézust, és így szólt: „Így felelsz a főpapnak?"

- A bal arcfélteke járomcsontja jobban kirajzolódik, hangsúlyosabb, mint a másik.
- Akkor Pilátus elvitette Jézust, és megkorbácsoltatta.

- A képmáson körülbelül 120 korbácsütés okozta seb, a római háromágú flagrum nyomai azonosíthatók. Ez megfelel a rómaiak által is betartott azon hagyománynak, amely a Biblia más részeiben is fellelhető: Mózes, V. 25 – 3. De csak negyvenet verethet rá, többet nem, mert ha ennél több ütést méret rá, akkor szemed láttára gyalázzák meg atyádfiát. / 2. Kor. 11- 24. Zsidóktól ötször kaptam negyven botütést egy híján,
- A katonák tövisből koronát fontak, a fejére tették, és bíborruhát adtak rá;

- Az egész hajas fejbőrön jól láthatóak azok a sebek, amelyeket, a fejet fövegként borító tövises növény okozott. A homlokon jellegzetes formája miatt feltűnő fordított 3-as alakú vérfolyás is ennek tudható be.
- Kényszerítettek egy arra menő embert, cirénei Simont, Alexander és Rufusz apját, aki a mezőről jött, hogy vigye a keresztet.

- Jézus a hagyományok szerint elesett a kezeihez kötözött kereszt vízszintes részével (patibulum), amely kificamíthatta jobb vállát. Ezért volt szükség egy emberre, a tömeg soraiból, aki vállára vette a nehéz kivégzőeszköz hordozható részét. A hátoldali képmásnál jól látható, hogy a jobb váll nem szimmetrikus a ballal.
- Ott megfeszítették őt, és vele másik kettőt, jobbról és balról, középen pedig Jézust.

- A csuklóseb (a középkorban már nem ismert kivégzési módszer miatt – más képeken megfigyelhetően – a tenyér közepébe képzelték a szeget) helyesen jelenik meg azon a ponton, ahol megtartja a test súlyát. Az anatómusok a 19. században írták le először a Destot-nyílást, amit az ókor hóhérai ismertek ugyan, de amely ismeret a kereszt általi kivégzési mód betiltása után elenyészett. Ez a seb keltette fel elsősorban a 20. század első felében az anatómusok, az orvosok és a patológusok figyelmét. Újabb kutatások szerint azonban nem a kisujj felőli nyíláson ütötték át a szeget, hanem a tenyér hüvelykujjhoz közel eső részén, amit a leírt nyomok nem cáfolnak meg. Az itt látható vérfoltok ugyanis messze meghaladták egy középkori hamisító tárgyi ismereteit, sőt az első tanulmányozókét is. Ugyanis a sebtől két vérpatakocska indul, amelyek kb. 20 fokos szöget zárnak be egymással. Ezt nem tudták az első időben mire vélni. Csak utólagos kísérletek igazolták, hogy a keresztre feszítettek fulladásos halált haltak. A kínos levegővételhez kétféle testhelyzetet vettek fel, ennek következménye volt a kétirányú vérfolyás. A keresztről történő levétel után pedig egy harmadik, kör alakú vérfolt is keletkezett, amely a szeg eltávolítása után jött létre. A sarkoknál és talpaknál jól látható vérfoltok megerősítik a kivégzés leírt módszerét.
- hanem az egyik katona lándzsával átszúrta az oldalát, amelyből azonnal vér és víz jött ki.

- Az oldalsebből kiáramló folyadék nyoma jól megfigyelhető a frontális képen. A vizsgálatok szerint a döfés áthatolhatott a tüdőn, ahonnan a felgyülemlett és akkor kiáramló tüdővizenyő okozhatta a jelenséget. A két lator lábszárát még a szokáshoz híven eltörték, fulladásos halálukat meggyorsítandó, míg a beálló ünnepre való tekintettel, Jézus halálának beálltáról így győződtek meg.
- Ő pedig gyolcsot vásárolt, levette őt, belegöngyölte, elhelyezte egy sziklába vágott sírboltba, és követ hengerített a bejárata elé.

- A közhiedelemmel ellentétben akkor a zsidók nem így temetkeztek, hanem ruhába öltöztették a holttestet. A torinói vászon léte, egyesek szerint éppen az elsietett temetésnek köszönhető. A vászon nélkül nem őrződött volna meg ugyanis Jézus testének és sebeinek képe sem.
- Amikor elmúlt a szombat, a magdalai Mária és Mária, a Jakab anyja, valamint Salómé illatos keneteket vásároltak, hogy elmenjenek, és megkenjék Jézus testét.

- A lepel emberének teste nincs megmosva és megkenve, ennek a feladatnak elvégzésére mentek ki a sírhoz a nők vasárnap reggel. Erre a péntek este beálló nagy ünnep miatt nem volt mód a temetéskor. A keletkezett sebek, a kegyeleti rítus kényszerű elodázása miatt, a feltámadás bekövetkeztére tekintettel, mind elég jól kivehetők a vásznon.

## A lepel elnevezései
- Mandülion egy akheiropoiéton, azaz nem emberkéz által keletkezett festmény, ami egy Edesszában őrzött lepel neve 944 előtt. Vitatott, hogy ezt a leplet hívták így, mert ezzel kapcsolatban csak „arcot” említenek a források, bár ekkor még 48-rét összehajtva tárolhatták, így csak az arc válhatott láthatóvá.
- Tetradiplon[8] (bizánci elnevezés). Egy olyan tárgy, melyet „négyszeresen megdupláznak”. A torinói leplet négyszer hajtották össze, és utána az egészet középen még egyszer. Más néven is tisztelték: 'nem kézzel készített' – görögül akheiro-poiétosz, latinul non manufactum, oroszul nye-ruko-tvorenij.
- Sindone (olasz), a görög σινδών (szindón) szóból. Ebből származik a szindonológia (a lepellel foglalkozó tudomány), amelynek művelői alkalmanként összeülő kongresszusokon egyeztetik a frissebb kutatások eredményeit.

## A lepel feltételezett története1356előtt
A másik tanítvány [ti. János] gyorsabban futott, mint Péter, és elsőként ért a sírhoz. Lehajolt, és látta lerakva a gyolcsokat, de nem ment be. Azután odaért Simon Péter is, aki követte őt, és bement a sírboltba. Látta letéve a gyolcsokat és a kendőt, amely a fején volt, nem a gyolcsok mellé helyezve, hanem külön egy helyen, összehajtva. Akkor bement a másik tanítvány is, aki először érkezett a sírhoz; látta és hitt.

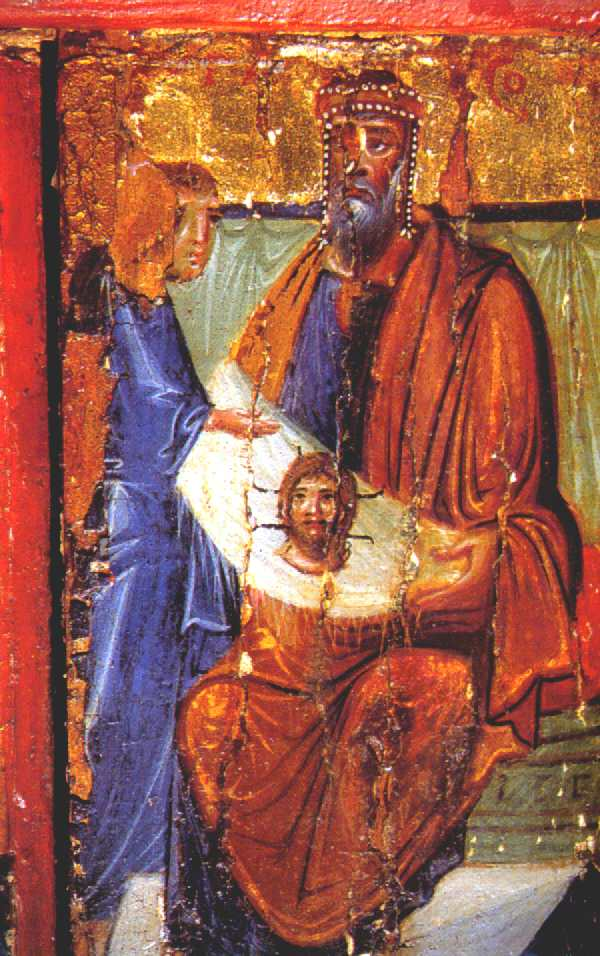
Abgar egy lepellel, melyen egy szakállas fej rajzolódik ki. A festett fej (mandylion) mellett kereszt irányú felfestések mutatják, hogy az ábrázolt személy keresztény

- Az Abgar-legenda. V. Abgarus Edessza uralkodója leprás lett, és arra kérte Jézust levelében, hogy látogassa meg, és gyógyítsa ki. Abgar és Jézus levélváltása után Tádé apostol vitt egy leplet, amelyen Krisztus arca volt látható. Ennek a lepelnek – a mandülionnak – a nézegetése közben csoda történt, a király meggyógyult. A király későbbi halála után a leplet a városfalba a nyugati kapunál befalazták, 57 körül, elrejtve fia elől, aki üldözte a városban a keresztényeket. Ezt Kaiszareiai Euszebiosz püspök írta meg, 325 körül, a Historica Ecclesiastica című könyvében, de a legenda többféle változatban is fennmaradt. Egy másik szerint Abgar küldötte kudarcot vall Krisztus vonásainak megörökítésében, ezért Ő megmossa arcát, hogy képmását így egy kendőbe nyomhassa és azt küldje el a hercegnek. Ezeknek az elképzeléseknek a történelmi magja IX. Abgar (174-214) keresztény hitre térése volt. A vászon ekkor még olyan zsidókeresztény (zsidóhiten maradt, Jézust Messiásnak, de nem Isten fiának elismerő irányzat) ember tulajdonában volt, akinek az egyetlen képeket is tartalmazó zsinagóga köszönhető. Dura-Európosz imaházának falain a lepel embere arcának jellegzetességeit megörökítő szereplőkkel találkozhatunk (például Mózes). A lepel elrejtésére a 3. század elején került sor Edesszában, a Pártus Birodalom bukása után, az új szászánida uralkodó és vezetőréteg által támogatott zoroasztriánus államvallás hatalmas papságára és annak erőszakos fellépésére tekintettel.
- Krisztus kereszthalála után Máté evangéliumában: „József levette a testet, tiszta gyolcsba göngyölte” (Mt 27,59). Márk evangéliumában: „Az pedig gyolcsot vásárolt, majd levette Jézust a keresztről, begöngyölte a gyolcsba és sziklába vájt sírboltba helyezte, s a sír bejárata elé követ hengerített” (Mk 15,46)

Az első magyar nyelvű bibliafordítások óta a középkori elképzelések és tévedések öröklődnek, beépülnek a későbbi kiadásokba. Így terjed tova, sokszor szinte mindenkit félrevezetve egyes igen fontos szavak félrefordítása, félreértelmezése. Sokan nem ismerik már a gyolcs szó jelentését: amely finom, fehér lenvásznat jelent. Helytelen lehet Jézus temetésének leírásában a „tekerés” szóhasználata is, amely egyesekben azt a képzetet kelti, mintha itt a testnek egy vászoncsíkkal történő bebugyolálásáról lenne szó. Az evangéliumokban leírt jelenet alapján a legtöbben a régies fordításokra tekintettel egy „fáslival” körültekert testre gondolnak – ilyen képi ábrázolások terjedtek el – miközben az első században a zsidó temetési rítus nem ez volt.
A használt szó, a görög nyelvű újszövetség legtöbb versében „kötözést” jelent: Máté, 12- 29; Máté, 14- 3; János, 18- 12; 18- 24; Márk, 6- 17; Lukács 8- 29; stb. Az előbbiek alapján felteszik, hogy a már kiszenvedett test végtagjainak összekötéséről van szó – mint például az elfogása után. Amikor a keresztfán kezdődő rigor mortis állapotba került kezeket és lábakat volt szükséges így rögzíteni az ideiglenes temetésre tekintettel.
- A másik két evangelista két vászonról, egy gyolcsról és egy kendőről számol be, Lukács: „Péter mégis menten felkelt, és a sírhoz futott. Benézett, de csak a lepleket látta.” (Lk 24, 12). János: „Nem sokkal később Péter is odaért, bement a sírba és ő is látta az otthagyott gyolcsot meg a kendőt, amellyel a fejét befedték. Ez nem a gyolcs közt volt, hanem külön összehajtogatva más helyen.” (Jn 20,6-7). Egy jezsuita tudósok által készített tanulmány szerint, fordítási hibákról van szó, ugyanis az eredeti görög szó a vitorlák vásznának anyagára utaló kifejezés. A probléma megoldását jelentheti, amennyiben feltételezzük, hogy a sírban a test befedésén kívül jelenlévő vászon: az oviedói kendő. Ezzel köthették fel Jézus állát, tehát e célból összetekerték. A kendőt egyébként is szükséges volt megőrizni, tekintettel arra, hogy a holttest vérével szennyeződött, így a hagyományok szerint a sírban volt a helye.

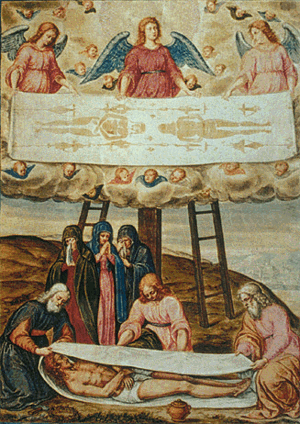
Giovanni Battista della Rovere (1561–1627): Jézus levétele a keresztről

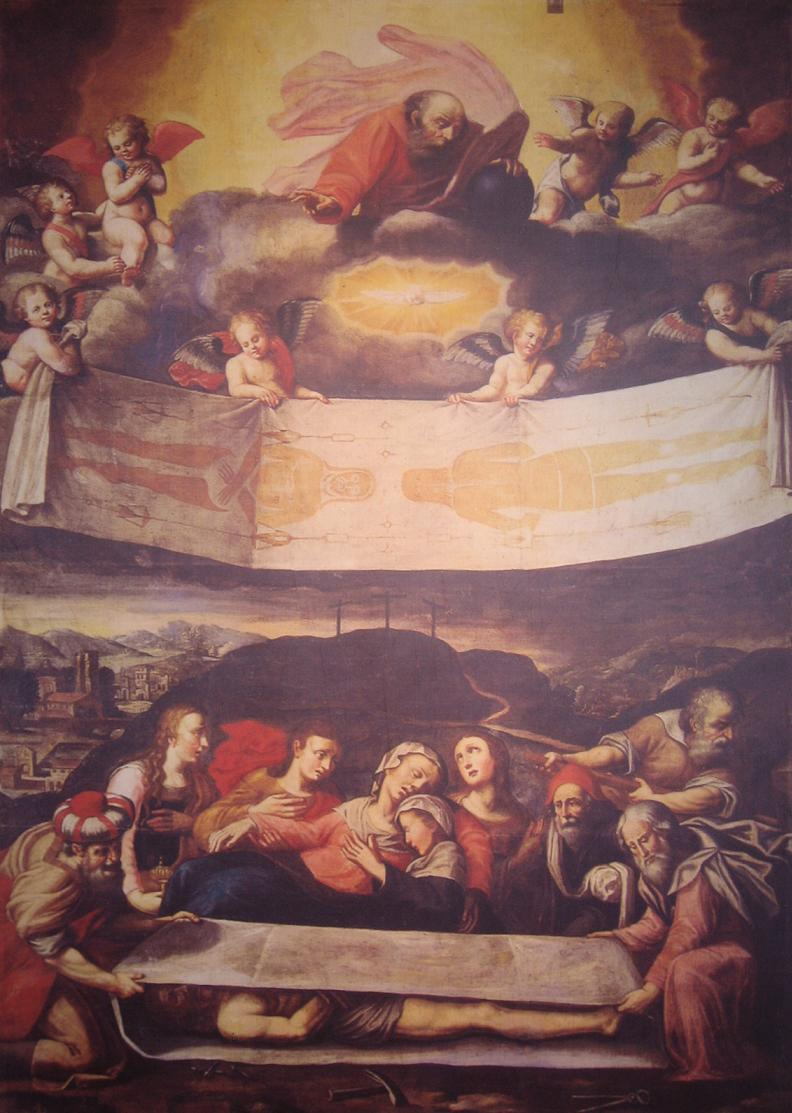
Gaspard Baldouino (1590–1668): Jézus temetése

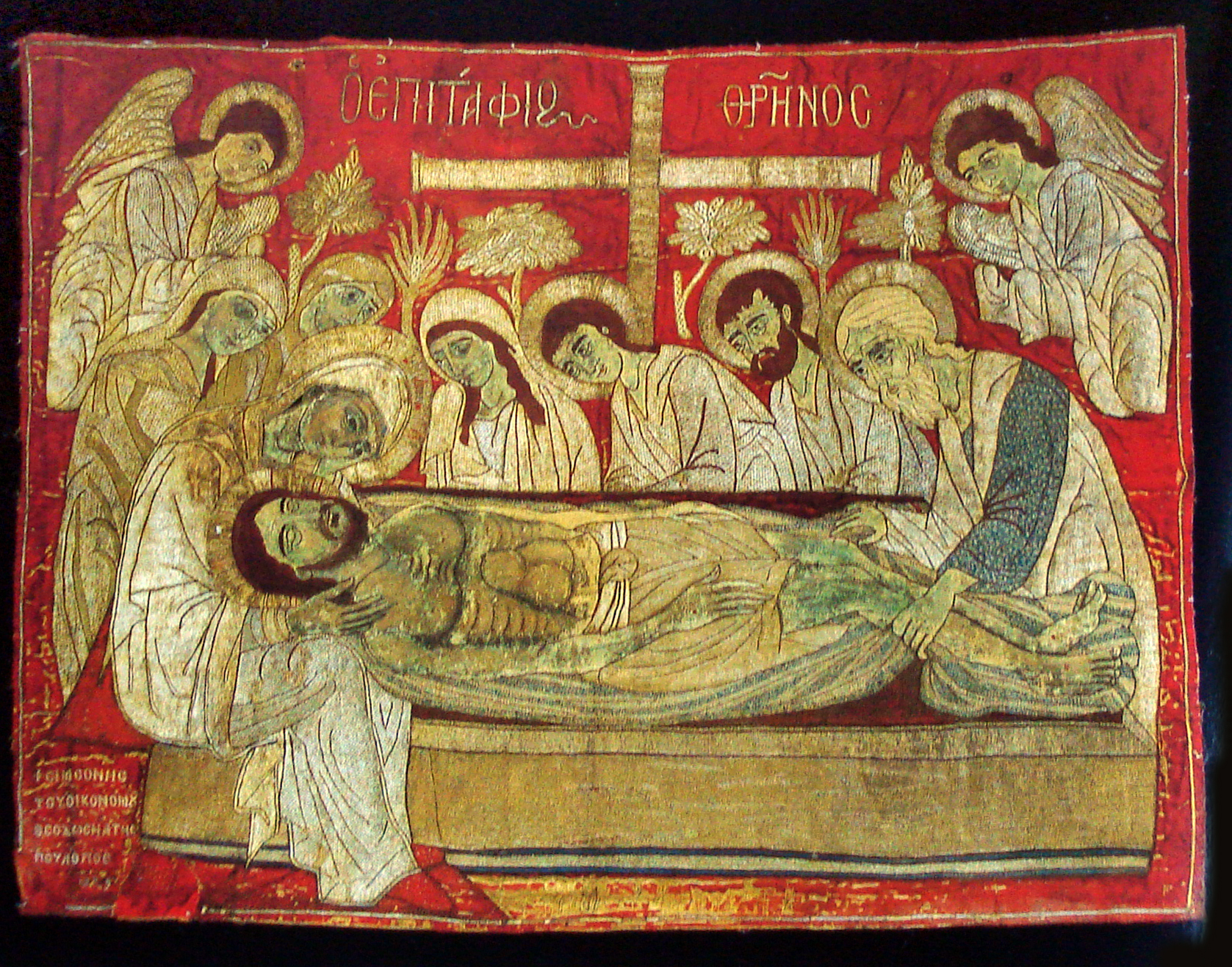
Jézus sírbatétele (ikon Benaki Múzeum)

- Csak találgatások vannak arra nézve, kihez került a Jézus megüresedett sírjából. Egyesek Mária Magdolnát jelölik meg, mint lehetséges személyt, aki elrejthette. Az apokrif héberek szerinti evangélium viszont egy pogány szolgáról beszél, ami érthető, hiszen a zsidók számára tisztátalan, tehát érinthetetlen volt.
- 340 – körül Szent Cirill említi Jeruzsálemben a feltámadás tanúit: a fehérrel erezett vörös sziklát és a leplet.
- 525 Edesszát árvíz pusztította. A városfal újjáépítése során került elő a mandülion.
- 544 A perzsa sereg Edessza ellen történt támadása kudarcba fulladt, mert „a kép, amelyet nem emberi kéz készített” megvédte a várost. – Evagrius egyháztörténet író (Euagrios (Evagritis), Scholasticus, nevezetes egyháztörténelmi író, szül, 536 körül Coelesyria Epifania nevű helységében, elhunyt 600 körül – nem tévesztendő össze Euagriosz Pontikosszal – 593 táján készült Ecclesiasticae historiae című fő művében írta ezt.[10]
- 560 Körmenet járja be a környező vidéket, amely az ereklye részére építendő templom számára gyűjt adományokat.
- 574 Ekkor kerül először a birodalom fővárosba, Konstantinápolyba.
- 586 A perzsák elleni hadjárat során hozzátartozott a főhadiszállás berendezéséhez, az Armazon folyónál vívott csata beszámolója szerint.[11]
- 622 Hérakleiosz bizánci császár a perzsák elleni háborúba vitte magával az „ isteni alakot, a nem festett képet, amelyet emberi kéz nem festett „ (Geórgiosz Piszidész: A perzsák királyának a végső bukása)
- 626 Az avar támadók ellen az uralkodó távollétében, a pátriárka, a városfalakon hordozta körbe a „ nem festett festmény félelemkeltő képét „ (Geórgiosz Piszidész: A barbárok érkezése)
- 646 Szent Braulio Zaragoza püspöke kijelenti, "nem mondhatjuk babonásoknak azokat, akik a verejtéktörlő hitelességében hisznek, melybe az Úr teste volt tekerve".
- 650 körül Arculfo jeruzsálemi zarándok látta a leplet és "ő maga megcsókolta...hosszú, kb. 8 lábnyi lepel".
- 938 Az arab történetíró Ali ibn al-Huszajn al-Maszúdi (895-956) azt írja, hogy a muzulmánok által meghódított Edessza ellen VII. Konstantin bizánci császár sereget küld, és a városig nyomulnak a keresztények (10. század). Ott Jóannész Kurkuasz hadvezér azt kéri a kalifától adja ki a szent képet. Az eseménnyel kapcsolatban a krónikás megemlít egy vásznat: „amelyen Jézus arcának lenyomata” látható.
- 944 A szent kép augusztus 15-én érkezett Konstantinápolyba. Gregorius fődiakónus prédikál ezen a napon: „a halálfélelem izzadságcseppjei rajzoltak, és annak arcáról való aki az élet eredete.(…) Valóban ezek a szépségek, amelyek Krisztus képmásán a színeket létrehozták, …” VII. Konstantin a leplet a palotájához tartozó Blakhernai-beli Mária templomba viteti. (IV. Országos Kongresszus jegyzőkönyvei 344-352. oldal.) Ennek az eseménynek évfordulója rendes egyházi ünneppé vált, amikor a vásznat kivéve aranyból készült ikontartójából, a zarándokok számára is hozzáférhetővé tették – azok megérinthették, megcsókolhatták.
- 1081 körül I. Alexiosz bizánci császár segítséget kér IV. Henrik német-római császártól és flandriai Roberttől, hogy Konstantinápolyban összegyűjtött ereklyéket oltalmazza különösen „a vásznat, melyet a feltámadás után a sírban találtak".
- 1157 Nicolas Mestarites konstantinápolyi katalógusában szerepel a Krisztus Lepel: "4. Krisztus lenből készült síri leple... Még mindig mirrha illatát árasztja, s ellenáll a romlásnak, minthogy a ...felkent, felfoghatatlan, tiszta holttestet fogta körül.[12]
- 1171 I. Manuél bizánci császár megmutatja Jeruzsálem királyának a szenvedés ereklyéit és Krisztus verejtéktörlőjét,
- 1204. április 13. Velence város fizette Konstantinápoly elleni azt a bosszúhadjáratot, amelyben a keresztesek a várost kifosztják, felgyújtják. A lepel eltűnik. I. Theodórosz nikaiai császár levelet írt III. Ince pápának : „A velenceiek szétosztották egymás közt a (…) kincseket, ugyanezt tették a franciák az ereklyékkel és a szent lepellel, amelyben Urunk feltámadása előtt feküdt.”
- 1287-ben Arnaut Sabbatiert a Templomos lovagrend tagjává avatták. A fiatalember azt vallotta, hogy beavatásakor „egy titkos helyre vezették, ahová csak a templomos testvéreknek volt bejárásuk". Ott „egy lenvászon leplet" látott, „amelyen egy férfi alakjának lenyomata látszott", akinek a lábát háromszor meg kellett csókolnia tisztelete jeléül. A templomosokat többek közt bálványimádással, „egy szakállas ember" imádásával is vádolták – valójában azonban Krisztus halotti leplét tisztelték titokban.[13]
- 1320 – A vászon első „hivatalos” bemutatása előtt évtizedekkel korábban is kiállításra került. Ezt bizonyítja egy 1855-ben a Szajna folyó medréből előkerült zarándokjelvény. (Megtekinthető: Párizs, Musée Cluny.) A téglalap alakú tárgyon a lepelt közrefogja a Geoffroi és Vergy családok címerpajzsa. A két család címerét együtt csak Jeanne De Vergy és I. Geoffroi de Charny házassága idején használták.
- 1353 – I. Geoffroi de Charny vásárolta vagy kapta meg a leplet Franciaországban. Rokona Milo de Charny a templomos lovagrend egyik utolsó papjának, és unokaöccse Geoffroy de Charny templomos lovagnak (nem tévesztendő össze avval, akit 1314-ben máglyán égettek meg). A rokonság okán is feltételezhető, hogy ezelőtt a titoktartásra kötelezett Templomos lovagrend birtokában lehetett a lepel.
- 1355-ben, kiállítják, de Henri de Poitiers püspök betiltja a kiállítást.
- 1356 – I. Geoffroi de Charny halála.

## A lepel sorsa 1356 után

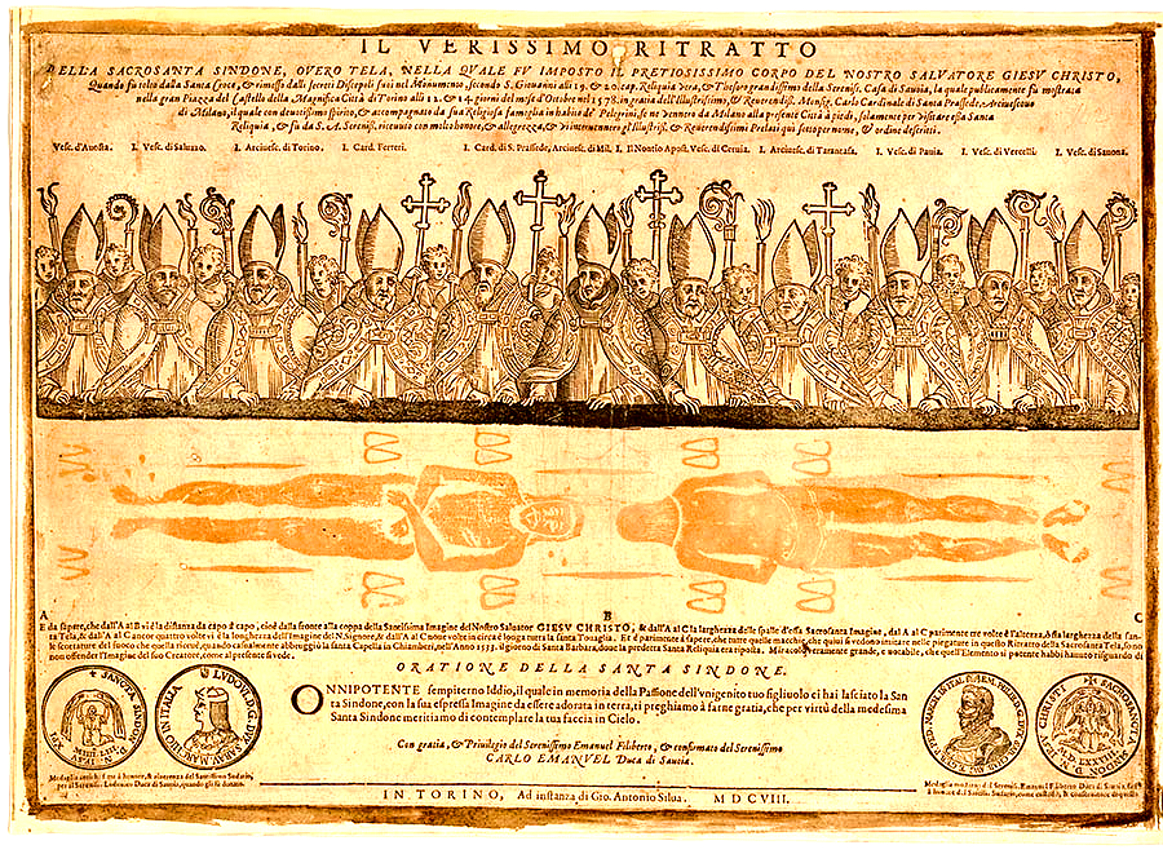
A lepel ábrázolása egy 1608-ból származó rézmetszeten

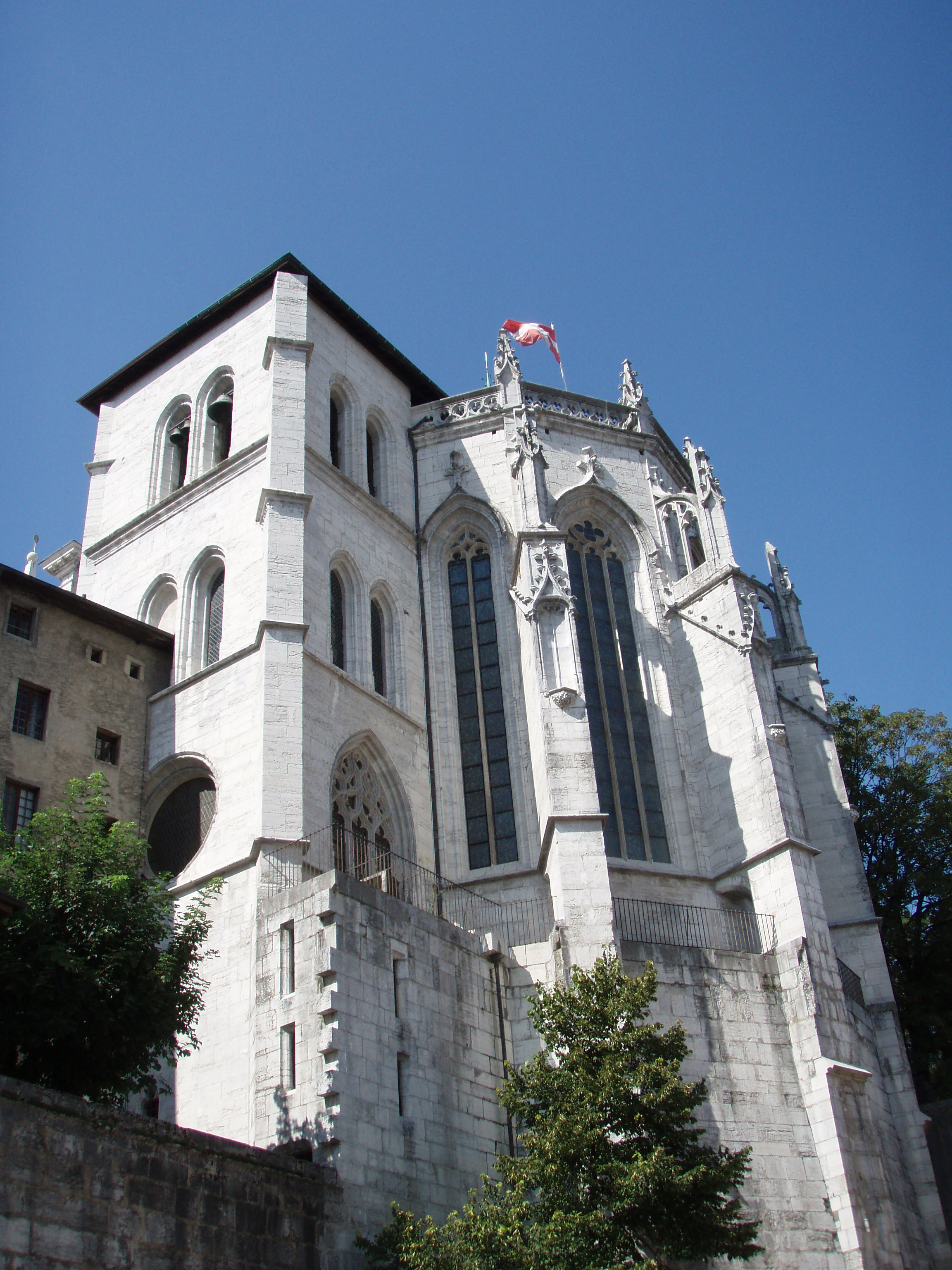
A chambéry-i Sainte-Chapelle

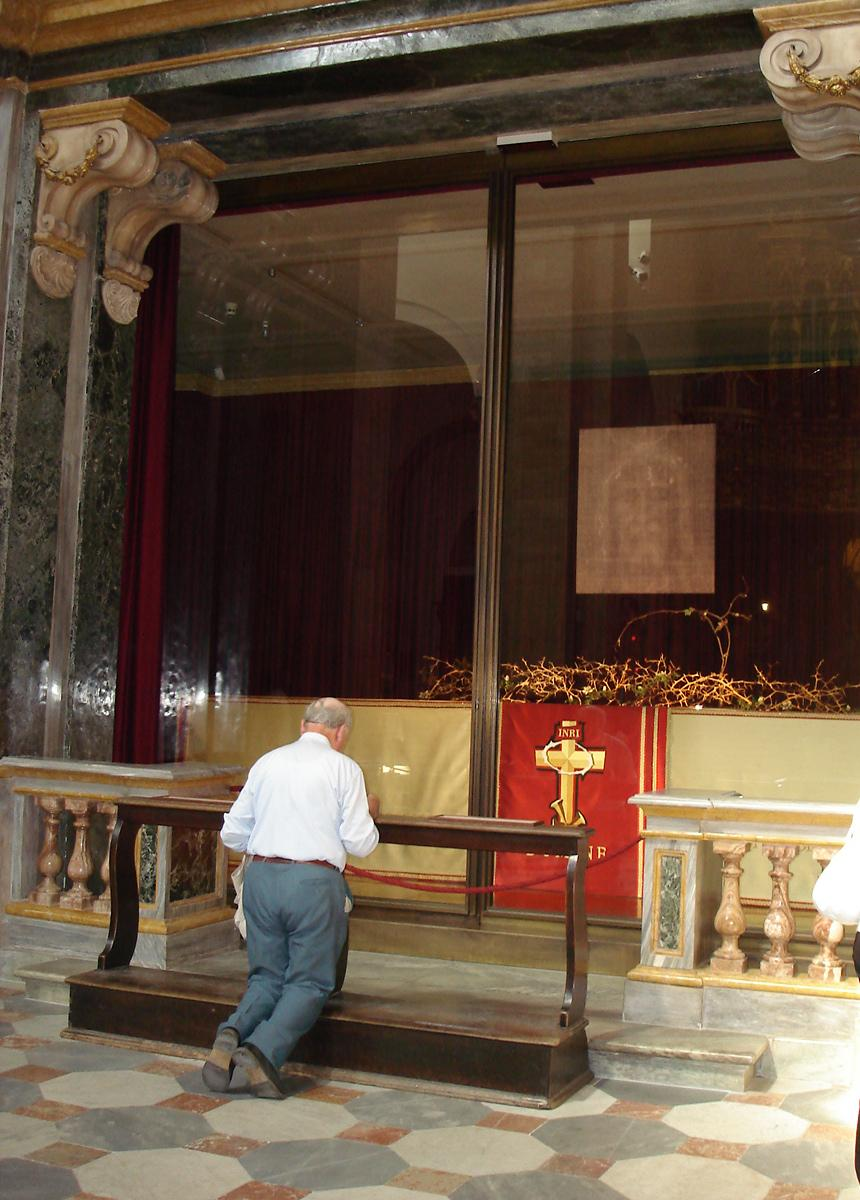
Hívő a lepel kápolnájában

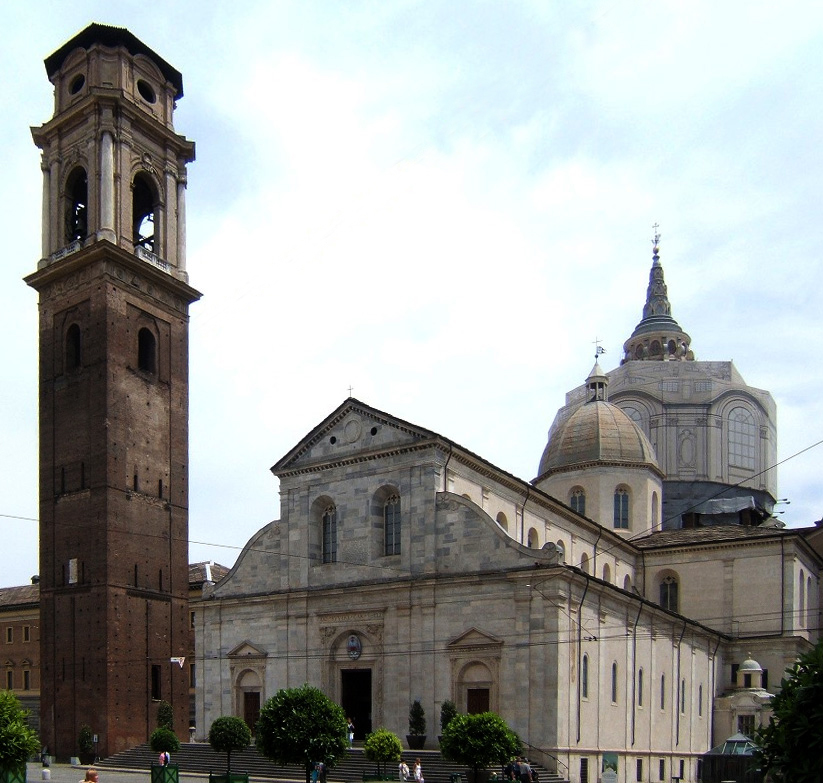
A torinói Szent János-székesegyház

- 1356-ban I. Geoffroi de Charnynak a poitiers-i csatában történt halálával fia, II. Geoffroi de Charnyra szállt a lepel tulajdonjoga. Annak 1398-ban bekövetkezett halála után lánya – akinek két házasságából nem született gyermeke – Marguerite de Charny örökölte, aki 1453-ban a savoyai hercegi családnak adományozta, egy kastélyért és a hozzá tartozó földbirtokért.
- 1357 A lepel első, írásokban rögzített kiállítására Champagne grófság egyik falujában, Lireyben került sor. Pierre d’Arcis Troyes püspöke szerint azonban már három évtizeddel korábban is kiállították. A püspök és Charny egyszerre fordultak a pápához, a püspök azzal a kéréssel, hogy tiltsa meg a nyilvánosságot, Charny viszont a kiállítás jogáért.
- 1359 A püspök állítása szerint elődjének, Henri de Poitiers püspöknek egy festő bevallotta a hamisítás tényét,[14] ezért a lepel hamisítvány volta miatt kérte a nyilvánosság kizárását. (Akkoriban rengeteg ereklyéről derült ki, hogy hamis. Azonban a lepelnek voltak „hivatalos” másolatai is, amelyek egy része, hozzáérintéssel szintén ereklyévé vált. Ezek legtöbbször alapvetően különböztek az eredetitől, Boda László: A Torinói Lepel „életre keltésének” kísérlete című könyvében megjelenítetteken jól láthatóak a hibák: a kezeken öt ujj, a lábak nincsenek keresztben, mind a két csukló látszik stb. A zarándoklatokért kisebb verseny alakult ki a városok között. Marguaret Charny belépődíjat szedett a kiállított lepel láthatásáért.) Mivel bizonyítékok nem álltak rendelkezésre VII. Kelemen pápa kiközösítéssel fenyegette a püspököt, ugyanakkor Charnynek megtiltotta, hogy a Jézus halotti leple elnevezést használja, ehelyett a képmás kifejezést kell használni.
- 1398 A kiállítások ebben az évben szünnek meg Lirey-ben II. Geoffroi halálával.
- 1418 – 1432 A burgundiai Chimay városba, Gremolles kastélyba viszik, hogy átvészelje a háborút. 1494. Nagypéntekén Vercelliben mutatták be, majd az elkövetkező években Torinó, Ivrea, Susa, Chambéry, Avigliana, Rivoli, majd Pinerolo következett.
- 1453 A savoyai hercegi család tulajdonában kerül 1983-ig.
- 1471 IV. Szixtusz pápa (Francesco della Rovere) 1464-ben megírt, de csak pápává választása után publikált könyvében a vászon hitelessége mellett tört lándzsát.
- 1502-től Chambéryben őrizték.
- 1503. április 14-én Nagypénteken három püspök jelenlétében forró olajba mártották, hogy meglássák, eltűnik-e a képmás.
- 1506 II. Gyula pápa jóváhagyta a lepel saját miséjét és officiumát.
- 1509-ben ezüst ládikót készítettek a lepel számára.
- 1516 Másolat készült a lepelről, amelyen már jól láthatók voltak a századokkal korábban is megörökített L alakú lyukak.
- 1532 Tűzvész a chambéry-i Sainte-Chapelle kápolnában. Az ezüst láda megolvad, és a megolvadt ezüst egy cseppje áthalad az összehajtogatott rétegeken. (Valószínűbb azonban, tekintettel az ezüst olvadáspontjára és a lepel gyulladáspontjára, hogy a ládika egyes részei ónozva voltak – ezt az eljárást már a rómaiak is ismerték.) A klarisszák kijavítják a hiányzó lyukakat.
- 1578 A leplet Emánuel Filibert savoyai herceg szeptember 14-én vitte a korábbi helyéről, Chambéryből Torinóba, ahová a hercegség új székhelye is került. II. Umbertó olasz király azzal a megkötéssel hagyta végrendeletében a Szentszékre a leplet, ha nem mozdítják el Torinóból.
- 1598 Monsignor Paletto megírja az első könyvet a lepelről, amelyben már felhívja a figyelmet a vásznon látható csuklóseb és a festményeken ábrázolt tenyérseb különbségére.
- 1693 Végleges elhelyezés a Guarni kápolnában.
- 1931 Kiállítás Umberto esküvője alkalmából. Májusban Rómában az első nyilvános filmvetítés a lepelről.
- 1933 Nyilvános közzététel, a Megváltás 19. századi jubileuma alkalmából.
- 1939 A második világháború alatt a – Nápolyhoz közeli – campaniai Montevergine bencés apátságba szállítják. A németek (kifejezetten Hitler, aki megszállott ereklye gyűjtő volt) mindenáron meg kívánták szerezni, de csak egy másolatot adtak át részükre.[15]
- 1943 A német csapatok átkutatták a monteverginei templomot, a szerzetesek úgy tettek, mintha áhítatosan imádkoznának az oltár előtt, amelyben elrejtették. Talán ennek köszönhetően nem találták meg.[15]
- 1946 II. Umbertó, az utolsó olasz király parancsára szállították vissza Torinóba. Tulajdonjoga, amely korábban a királyi házat illette, a monarchia megszűntével a Szentszékre szállt.[15]
- 1972. október 1. Egy ismeretlen bemászott a kápolna tetejéről a lepelhez, és megpróbálta elégetni. Nem sikerült, mert a leplet azbeszt takaró védte.
- 1973. november 23. Első televíziós bemutatása Olaszországban
- 1978. augusztus 27. – október 8. 400 éve érkezett a lepel Torinóba. Ennek emlékére kiállították a leplet, 3,5 millióan látták öt hét alatt.
- 1983 A Katolikus Egyház tulajdonává vált.
- 1989-ben II. János Pál pápa Afrikai útja során újságíróknak – azok kérdésére válaszolva – kijelentette, hogy a lepel „valóságos relikvia„ (The National Catolic Regiszter, USA, 1989. május 14.) így foglalva állást a korábbi egyházi terminológiával szemben, amely szerint az – ikon.
- 1997 Harmadszor is tűz fenyegette a leplet. Leégett a kápolna, de a leplet pont akkor a templomban őrizték. Egy olasz tűzoltó sokadik próbálkozás után széttörte a 39 milliméter vastag védőüveget, és kimentette a leplet.
- 2000 augusztus 26-tól október 22-ig kiállították a leplet a jubileumi év során, 2,5 millióan látták.
- 2002-ben restaurálták. A felújítás során eltávolították a lepelről az 1532-es chambéry-i tűz nyomait és más foltokat, valamint az 1534-ben hozzáadott szegélyt, és modernizálták az ereklye tartószerkezetét is.[16]
- 2010. április 10-től május 23-ig ismét kiállították a leplet a nagyközönség számára a torinói székesegyházban.[16]

## A lepel lehetséges magyar vonatkozása
- Dr. Váralljai Csocsán Jenő elmélete kutatásai alapján.[17] Konstantinápoly lerohanásakor 1204-ben a legfőbb méltóság Árpád-házi Margit bizánci császárné, III. Béla magyar király leánya. Áprilisban a támadáskor két hónapja özvegy, mert II. Iszaakiosz bizánci császár februárban meghal. Montferrati Bonifác áprilisban elfoglalja a császári palotát, és feleségül kéri a császárnőt, akivel május 15-én házasságot köt. Ezután Mária Margit Thesszalonikibe viszi a leplet titokban, és ott átkeresztel egy "Szűz templomot" akheiropoietosznak, azaz "nem kézzel festett" templomnak. Oda is helyezi a törvénykezésének központját. (A császárnő elutazása után már nem találják Konstantinápolyban a leplet Robert de Clary szerint.) Három éven belül férjét megölik egy csatában és Mária Margit egy másik frankkal, Nicholas de St. Omerral köt házasságot, akinek a családjában található a templomos lovagrend egyik alapítója.

## Tudományos kutatások, eredmények

### Vizuális megjelenés
Az emberi testet szemünk elé idéző frontális és dorziális kép, negatív, az eredetileg fehér, de manapság már sárgás vásznon látható képet alkotó elszíneződés, szalmasárga színű képmás, a modern fényképezés technikájának fejlődése után a tizenkilencedik században, a lepel lefényképezése után tisztázta azt, hogy az miért olyan furcsa szemünk számára.
- 1898. május 25-én Secondo Pia torinói ügyvéd és hobbifotós lefényképezte a leplet I. Umbertó olasz király engedélyével. A fénykép előhívásakor a negatív lemezen kivehetővé vált egy emberi arc. Erről értesülve Paul Vignon lefolytatja az első vizsgálatokat miután Torinóból visszatért, 1902-ben megjelenik könyve: Krisztus leple.
- 1931-ben még pontosabb felvételt készített Giuseppe Enrie. Így sok kutató előtt megnyílt a lehetőség az alaposabb tanulmányozásra. (Például: A felvételen már kivehetőek lettek az alak hátán a korbácsnyomok.)
- 1969-ben készítették az első színes fényképet.
- A lepel eddigi legalaposabb vizsgálatakor olyan tulajdonságára derült fény, amely csak a legmodernebb számítógépes analizáló rendszerek megalkotása után vált elérhetővé, hozzáférhetővé a kutatók számára.[18] A képanalizátor feltárta a lepel azon tulajdonságát, mely szerint a képmást létrehozó kenderszálak elszíneződése, kiszáradása egyenes arányosságot mutat a hullamerevségbe rögzült emberi test és az azt borító textília távolságával. Az ennek megfelelően létrehozott háromdimenziós képmás (melyet dr. John Jackson és dr. Eric Jumper készített, Air Force Academy, USA.) részletgazdagabb, amely kimutatott egy egyébként nem látható tárgyat, az áll felkötésére használt kendőt is.
- A 2002-es restaurálás alkalmával, a lepel hátoldaláról lefejtettek textilrétegeket. Guilio Fanti és Roberto Maggiolo (Padovai Egyetem) 2004-ben bejelentették, hogy találtak egy másik arcot a hátoldalon, Fourier-transzformációs képelemző eljárással vizsgálva találták meg a hátoldali arcot. "Fanti szerint a kendő mindkét oldalán látható arc természetfölötti, a mintázat csak a vászon rostjainak külső felületén található."[19][20](Journal of Optics, Londoni Fizikai Intézet)

### A Biblia tudományos kutatása
Az elmúlt évszázadokban a tudományos exegéta kutatások érdemben nem vizsgálták az Újszövetség írásait annak tekintetében, hogy a torinói vászonra, azaz Jézus halotti leplére történtek-e utalások a szövegben. Hagyományosan az az álláspont alakult ki[forrás?], hogy azok az evangéliumi helyek, amelyek szóba kerülhetnek, kérdésesek és kétségesek.
Máté: József elvitte a testet, tiszta gyolcsba göngyölte, és elhelyezte a maga új sírjába, amelyet a sziklába vágatott. A sír bejáratához egy nagy követ hengerített, és eltávozott.
Márk: Ő pedig gyolcsot vásárolt, levette őt, begöngyölte a gyolcsba, elhelyezte egy sziklába vágott sírboltba, és követ hengerített a sírbolt bejárata elé.
Lukács: Aztán levette, gyolcsba göngyölte, és elhelyezte egy sziklába vágott sírboltba, amelyben még senki sem feküdt soha.
János: Fogták tehát Jézus testét, és leplekbe takarták az illatszerekkel együtt, ahogyan a zsidóknál szokás temetni.
Nyomában megérkezett Simon Péter is, bement a sírba, és látta, hogy a leplek ott fekszenek, és hogy az a kendő, amely a fején volt, nem a lepleknél fekszik, hanem külön összegöngyölítve, egy másik helyen.
Az egyetlen magyar sindonológus[forrás?] az első, aki írásaiban rámutatott és bizonyította, hogy az Apostolok Cselekedeteiben, Pál leveleinél és az Apostoli levelekből is kimutathatók a vászonra történő utalások:
„Isten ugyanis, aki ezt mondta: »Sötétségből világosság ragyogjon fel«, ő gyújtott világosságot szívünkben, hogy felragyogjon előttünk Isten dicsőségének ismerete Krisztus arcán.
Ez a kincsünk pedig cserépedényben van, hogy ezt a rendkívüli erőt Istennek tulajdonítsuk, és ne magunknak"
„Elfogadjuk ugyan az emberek bizonyságtételét, de Isten bizonyságtétele nagyobb; mert Isten bizonyságtétele az, amellyel Fiáról tesz bizonyságot."
Felhívta a figyelmet arra, hogy a halottal érintkező vászon a zsidó hagyományokra tekintettel tabu volt, így arról nyíltan beszélni, bizonyítékként felmutatni nem lehetett. Sőt a római fennhatóságra tekintettel ez maga után vonta volna a sírgyalázás és hullarablás vádját is. Ezt erősíti Claudius császár felirata, amelyet Názáretben találtak meg:
…Legyen tehát teljesen megtiltva, hogy bárki zavarhassa őket. Ennek megszegése esetére elrendelem, hogy a vétkest halálbüntetésre ítéljék a sírok megsértése vádjával….
Húsvét vasárnap reggel a sírhoz kimenő nők, akik a pénteki nagy ünnepre való tekintettel az elsietett temetést szerették volna befejezni a test megmosdatásával és megkenésével, betekintve a mészkőbe vájt helyiségbe még arról értesítették a két, városban maradt apostolt, hogy az Úr testét ellopták:
„Elfutott tehát, elment Simon Péterhez és a másik tanítványhoz, akit Jézus szeretett, és így szólt hozzájuk: »Elvitték az Urat a sírból, és nem tudjuk, hova tették!«"
János és Péter azonban beléptek a sírba és ott nem az üres sír győzte meg őket Jézus feltámadásáról. A szemük elé táruló látvány egy tárgyakkal teli sír volt, amelyben a vászon, a sírmellékletek és a test végtagjait rögzítő kötelékek, az imaszíjak mind az eredeti helyükön feküdtek. Azonban a test úgy hiányzott közülük, hogy a látvány meggyőzte őket, a sírból nem lophatták el a testet, ha tetszhalott lett volna magához sem térhetett, hanem – Jézus feltámadt. Erre bizonyságot a vásznon kirajzolódó képmás is adhatott.

### A test képmásának vizsgálata
Az 1978-as vizsgálat során semmilyen festéket vagy egyéb olyan anyagot nem találtak, amely kirajzolhatta volna a test körvonalát.
A körvonalat összetömörödött, vagy megpörkölődött lenszálak rajzolják ki. Ott ahol nincs emberi körvonal, az eredeti Z alakú zsávolykötés látható. A kutatók találgatásra szorultak, és azt szeretnék megérteni, milyen hatás érhette a leplet a rajzolat megjelenése pillanatában.
- Ian Wilson összehasonlította a termonukleáris robbanáskor keletkezett nyomokat a lepellel. Szerinte a holttestet néhány másodpercig ismeretlen sugárfajta érhette.
- Rodante szerint egy impregnált vásznon a napsugarak hasonló nyomokat hagynak. Véleménye szerint a feltámadás pillanatában a fénynek belülről kellett jönnie, és erre csak egy „ember”, Isten fia volt képes.
- „Ilyen fizikai sugárzást a Földön nem ismerünk” (Beljakov).
- Roberto Hedges az oxfordi radiokarbonos kormeghatározás vizsgálat egyik résztvevője (laborvezetője) állítja, hogy a leplet neutronkisülés érte.[22]
- Az olasz Országos Technológia- és Energiaügyi Fejlesztési Ügynökség kutatócsoportja Paolo Di Lazzaro vezetésével négy évnyi vizsgálódás után arra jutott, hogy „a leplen lévő kép olyan, mint amilyet lézerrel hoznak létre egyes szövetgyártók”. A szakértői csoportnak több éves kísérletezés után sikerült „speciális lézertechnikával kibocsátott, rendkívül rövid, de intenzív fényimpulzusokkal” a lepelhez hasonló módon elszínezni egy szövet felszínét. A lepelnek azonban csak igen kis részét tudták ilyen módon reprodukálni. „A teljes kép reprodukálásához 14 000 lézerre volna szükség, ami jelenleg megvalósíthatatlan” – mondta Di Lazzaro.[23]
- Mark Antonacci történész és Arthur Lind fizikus Részecskesugárzás a testből című tudományos cikkükben ismertetik kutatási eredményüket, mely szerint a lepel lenyomatát sugárzás okozta, ami a lepel által takart testből jött.[24]

### Textilvizsgálat

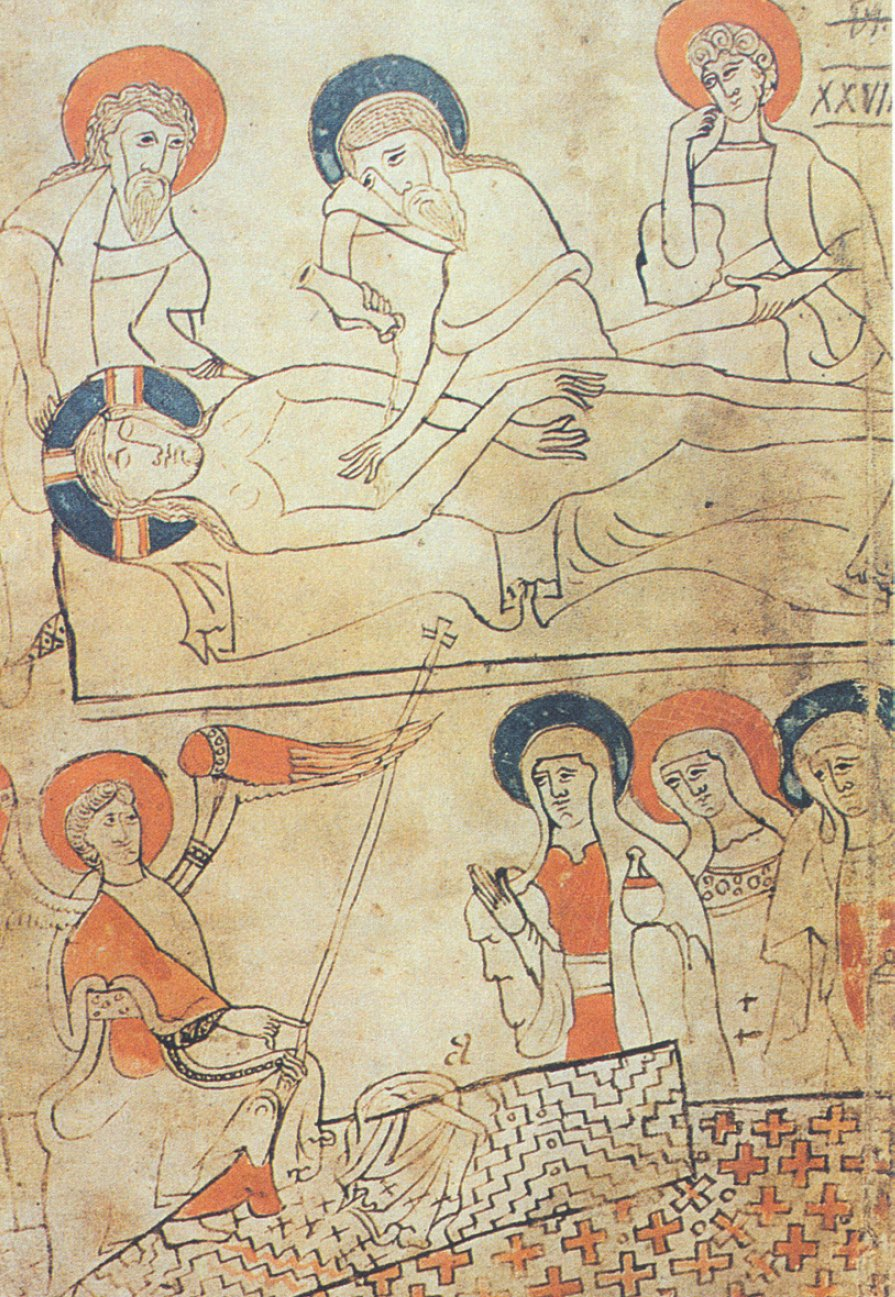
A Pray-kódex egy illusztrációja, amelyen Krisztus temetése látható, ahol egy hosszú szövetdarabbal burkolják be a megváltó testét. A fenti kép több érdekességet ábrázol, például a vászon szövésének mintázata is megjelenik, és a hüvelykujj nem látható, a tenyérbe záródik

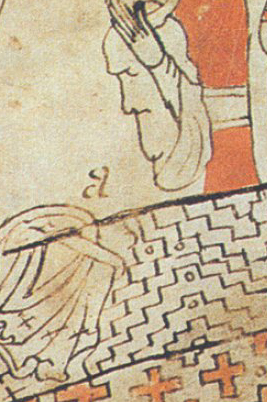
A miniatúrafestő négy, megközelítőleg L alakot formáló lyukkal ábrázolta Jézus halotti leplét. Ez a négy lyuk megtalálható a torinói leplen is

- 1973-ban kivágtak a vászon frontális képmást tartalmazó részének bal alsó, a jól láthatóan a vászon többi részétől elkülönülő kérdéses 11 cm széles részből több, 40 × 10 mm-es darabot, valamint 15 darab egyedi szálat távolítottak el a vászon képi és nem képi régióiból. (Azért onnan, mert a tűz okozta sérülésektől, és a képmástól a legtávolabbi hely ez volt.) Max Frei ekkor vette le 12 ragasztószalaggal az első pollenmintákat. Ezt Giovanni Riggi professzor későbbi minivákuumos mintavétele követte hasonló céllal.
- 1988. április 4-én az előbbiekben leírt helyről a korábbi mintavételt folytatva kivágtak egy 10 × 70 mm-es csíkot, amelyet további részekre vágtak. Továbbá két másik – egy núbiai sírból előkerült vászon, és a British Múzeum egyiptomi gyűjteményéből vett – mintával együtt (vakpróba) küldték el három különböző laboratóriumba 14C-es vizsgálatra. (Nem található adat arra a hiányra nézve, amely Secondo Pia felvételein még nem látszik az ellenkező oldalon, ami nagyobb az említettnél, és a mostani képeken jól látható.)

Mind a lepelből származó mintákból mind azokból a toldásokból, amelyeken a középkori tűzvész után foltoztak, Raymond Rogers talált vanillint, míg a lepel többi részében nem. Ennek alapján Raymond Roger azt feltételezte, hogy a laborokba vitt minták is újabb toldások lehettek. Újravizsgálás után (nagy felbontású képen) megtalálták a vitatott területen az újraszövés nyomát.
- A textil nem lehet középkori eredetű Gilberto Raes textilszakértő szerint (Gent Egyetem).
- 2005–2010 közötti kutatócsoport az ENEA záródokumentumában leszögezi: a test rajzolata a textílián 200 nanométer, ami a textil sejtfalának vastagságával egyenlő. A kirajzolódott alak a textil eloxidálódása miatt keletkezett, azaz elöregedéséből. Továbbá a megkorbácsolt testnek kirajzolódása nem a halott bomlási gázaiból jött létre, ami a testnyílásoknál kezdődött volna, 40 óra után. Ennek semmi jele nincs. Következésképpen a test két napnál tovább nem volt a lepelben. A textilt egy rövid ideig tartó vákuum UV-sugárzás tudná hasonlóképpen elszínezni, ha az 34 millió kilowattos VUV sugárzású volna. Ilyen eszköz azonban nincs a földön ma sem, és természetesen a középkorban sem volt.[27][28]

### Szénizotópos kormeghatározás
1988-ban a római katolikus egyház hozzájárulását adta a 14C-es eljárás alkalmazásához, kifejezve ezzel elkötelezettségét a tudományos vizsgálatok iránt. A vizsgálatokat három különböző egyetemen (Oxford, Zürich, Arizona) végezték, amelyek szerint a lepel keletkezése 1260 és 1300 közé tehető.
Az eredmények: Oxford szerint 1200, Zürich szerint 1274, Arizona szerint 1304. A szélsőértékek hibahatárai is fedik egymást, ezért az eredményekben belső ellentmondás nincs.

Christopher Ramsey az oxfordi kormeghatározást végző csoport vezetője szerint:

„Nagyon sok más bizonyíték van arra vonatkozólag, hogy a lepel idősebb, mint amit a radiokarbonos kormeghatározás engedni vél, így további kutatások feltétlenül szükségesek. Csak ezáltal leszünk képesek arra, hogy meghatározzuk a lepel koherens történetét, amely számba veszi és megmagyarázza az összes elérhető tudományos és történelmi információt.”

Az ENEA olasz országos intézet kutatói ötéves vizsgálat során arra a megállapításra jutottak, hogy a lepel nem lehet középkori hamisító munkája. Ennek az elméletnek az alapja egy olyan 14C-méréseken alapuló kormeghatározás volt, melynek objektivitása több szempontból kétséges (a mintavétel esetlegessége, bizonyított számítási hibák, a laboratóriumi „nyers” adatok eltitkolása). Vizsgálataik szerint a leplen található képhez hasonlót a mai legmodernebb laboratóriumi technikákkal sem lehet előállítani, középkori módszerekkel pedig teljességgel lehetetlen.
2004-ben Raymond Rogers, a Los Alamos Nemzeti Laboratórium kutatója megállapította, hogy a radiokarbon vizsgálathoz felhasznált mintavételi terület a lepel többi részéhez viszonyítva különös növényi pigmenteket tartalmaz. Pirolízis tömegspektrometriai, valamint mikroszkópikus és mikrokémiai vizsgálatok eredményei bebizonyították, hogy a radiokarbon vizsgálathoz felhasznált minta nem az eredeti lepel része volt, így a 14C-es vizsgálat eredménye nem releváns a lepel valós korára nézve.

2008-ban Robert Villarreal a Los Alamos Nemzeti Laboratórium munkatársa megerősítette Rogers eredményeit, valamint felhívta a figyelmet a leplen végzett kormeghatározással kapcsolatos hibákra:

„A kormeghatározási folyamat hibázott abban a tekintetben, hogy figyelmen kívül hagyta az analítikai kémia egyik legfontosabb szabályát, vagyis azt, hogy bármely minta, amelyet egy terület vagy populáció karakterizációja céljából vesznek, szükségszerűen reprezentálnia kell a sokaság egészét. A résznek reprezentatívnak kell lennie az egészre vonatkozóan. A mi analízisünk a Raes és 14C-mintára vonatkozóan megmutatta, hogy a mintavételre vonatkozó kritériumok nem teljesültek.”

A mintavétellel és ebből kifolyólag a radiokarbonos kormeghatározás eredményével kapcsolatban számos további ellentmondást is megfogalmaztak. Az előzetesen felállított mintavételi protokoll szerint a teszteket hét laboratóriumnak kellett volna elvégezni a vakpróba elvén, legalább kétféle radiokarbonos kormeghatározási technikával, úgyhogy a levett minták a lepel különböző részeit reprezentálják. Az előzetes protokollt azonban megváltoztatták: a vakpróbán alapuló tesztet elvetették, a mintavételi területek számát egyre, a laboratóriumok számát háromra, míg az alkalmazott radiokarbonos technológiák (mindegyik AMS – Accelerator Mass Spectrometry metódus lett) számát egyre csökkentették. A kiválasztott mintavételi terület több okból sem mondható szerencsés választásnak. Egyrészt a területhez közeli rész károsodott az 1532-es tűz alkalmával, másrészről a lepel sarkán végzett javítások, harmadrészt pedig a lepel mozgatásából az évszázadok alatt rárakodott organikus szennyeződés miatt.
A mintavételi eljárás problémái egy újabb mintavételezéssel megoldhatóak lennének, amihez eddig nem járult hozzá a Vatikán. A szennyeződések nem okozhattak akkora eltérést, hogy 700–800 éves kort határozzanak meg 2000 helyett. Legalábbis a mintavételi terület az érett középkorból származik, ez tényként kijelenthető. Amennyiben ez nem reprezentálja az egészet, a kormeghatározást meg kell ismételni.

### Pollenvizsgálat
1973. november 23-án éjjel, tanúk jelenlétében mintavételre került sor. Max Frei, a zürichi rendőrség tudományos osztályának vezetője 12 mintát vett a vászonról ragasztószalaggal, annak 48 cm²-es felületéről úgy, hogy a képmást nem érintette. Kilenc évi elemzés és kutatás után (Nine Years of Palynological Studies on the Shroud 1982.) 49 pollenfajtát azonosítani tudott, ezek közül 11 Franciaországra és Itáliára, 24 Anatóliára, 14 Palesztinára jellemző, ebből nyolc halofita, amely a Holt-tenger vidékén őshonos, további hat faj pedig csak Jeruzsálem környékén. (A professzor hitelességét a későbbiekben megkérdőjelezték, mivel a német Stern hetilapban megjelent Hitler-naplók kapcsán, azok valódisága mellett foglalt állást. Pár nappal napfényrekerülésük után már be is bizonyosodott, hogy hamisítványok. Azonban a bírósági eljárásban világossá vált, hogy az általa vizsgált "bizonyítékhoz" kapott kontrollanyag is hamisítvány volt... így ma már szakértelmét nem vitatják.) 1978-as STURP-vizsgálat során ismét ragasztószalaggal, majd minivákuummal vettek további mintákat. A virágporokon kívül arany, ezüst, bronz és más anyagmaradványok is kimutatásra kerültek. A palinológiai jellemzők alapján, rekonstruálható az ókori és középkori írásokkal egyezően a lepel útja a Szentföldről – Európába. Egy esetleges hamisítás esetén a középkorban, a virágporanalízis ismeretének hiányában, értelmetlen egy ilyen pollenekkel szennyezett vászon beszerzése és felhasználása.
1998-ban a torinói szimpoziumon Avinoam Danin szóban egy új felfedezésről számolt be, amelyet a következő évben bizonyítékkal egyetemben tárt a szakmai konferencia elé:1999-ben a Saint Louis-i 16. Nemzetközi Botanikai Kongresszuson kimutatta két tudós (egy izraeli és egy amerikai), hogy a virágporok közül kettő: Gundelia tournefortii, Zygophyllum dumosum, együtt csakis a Jeruzsálem-Hebron régióban találhatóak meg. Az egyik (Gundelia tournefortii) éppen az, aminek szúrós leveléből véleményük szerint Krisztus töviskoszorúját készítették. Avinoam Danin, aki a jeruzsálemi Héber Egyetem botanika professzora, Uri Baruchhal, az Izraeli Régészeti Főfelügyelőség pollenszakértőjével együtt vizsgálta meg a leplen található virágporokat – az 1973-as mintákat felhasználva – álláspontjuk szerint azok a virágok, amelyeket a holttest köré helyeztek, egy nap csak egy órán át nyílnak, délután 3 és 4 között. És mivel a pollenminták és egyéb bizonyítékok alapján legalább a 8. századra, vagy régebbire datálják a lepel keletkezését, a két professzor egyetért abban hogy a lepel eredeti. A 8. század azonban még messze van Jézus korától, így legfeljebb csak a 14C-es módszerrel végzett vizsgálat eredményét kérdőjelezhetik meg. Danin 2008-ban Hector Guerrával közösen írt könyvében leírják, hogy a virágok friss állapotban kerültek a lepelre. Az azonosított virágfajták egy része decembertől áprilisig, más fajtáknak viszont márciustól júniusig tart a virágzási időszaka.
Marzia Boi spanyol palinológus újabb elektronmikroszkópos pollenvizsgálatokat végzett, melynek eredményeképpen a következő megállapításokat tette:
- A leplen található pollenek olyan növényektől származnak, melyeket a leggyakrabban használtak temetkezésekhez az ókorban, ugyanakkor az akkori idők legkiválóbb minőségű olajainak és keneteinek alkotóelemei.
- A pollenek olajok révén ivódtak be a szövetbe. Az ókori zsidó temetési szertartásokon is olajokkal és illatos kenetekkel kenték be a halotti leplet és a holttestet.
- A leplen található növények mind rovarbeporzásúak (entomofil), tehát nem a levegőben terjednek, hanem rovarok segítségével. Ebből következően "közvetlen kapcsolatnak kellett lennie [a pollenek és] a temetésnél használt növények vagy más anyagok között".

A kutató Max Frei, Danin és Baruch vizsgálatainak eredményeit is kiigazította:
- Amit korábban anemónapollennek azonosítottak, az pisztácia pollenje. Kenetként is használták a leveléből, terméséből és kérgéből előállított balzsamot.
- Asteraceae (fészkesvirágzatúak) családjába tartozó Helichrysum (szalmagyopár) pollenje, amit Ridolfia segetum és Gundelia tournefortii (palesztin articsóka) pollenjének véltek. A leplen 29,1%-ban ez a pollen van jelen. A Helichrysumból nagyon finom olajat készítettek és feljegyzések bizonyítják, hogy több ókori nép is használta temetkezéseknél Arábiától Görögországig. Tehát jelenléte arra utal, hogy fontos embert temettek el vele.[41]

### Vérvizsgálat
- A vásznon látható sebeknél jelentkező vöröses foltok alapos és tudományos vizsgálatára a STURP 1978-as mintavételezése után került sor. A csoport vezetői felkértek egy tudományos kutatásokra specializálódott cég vezetőjét, akinek intézete (Walter McCrone Associates Inc.) végezte el a különféle teszteket. Azért is fordultak hozzájuk, mert hírnevét az úgynevezett Vinland-térkép leleplezésével alapozta meg.

A STURP számára megküldött eredmények szerint a minták tartalmaztak egy vörös okker nevű festékalkotót, amely vas-oxid (rozsda) őrlésével készült, és a festés változatot támasztotta alá. A lepel hitelességét vitató eredmények dobraverésével olyan publicitást kapott McCrone, amely meghaladta az összes egyéb eredmény közlésének nyilvánosságát.
Mind a vizsgálat módszereit, mind eredményeit kifogásolták más kutatók. Amikor szembesítették azzal, hogy a képmás esetében saját grafikonjai szerint kevesebb a vas-oxid részecske száma, mint a lepel fehér felületén azt válaszolta: „akkor ott többnek kell lennie” .
Walter McCrone védelmére kelt Joe Nickell „festménypárti” magánkutató, (CSICOP) egy befolyásos érdekvédelmi csoport tagja, aki erős kampányt folytat a paranormális jelenségekbe vetett hit ellen. Saját kísérletei alapján elkészítette a lepel másolatát, amely egyáltalán nem vethető össze az eredetivel, de amelynek leírása és egyéb kritikái alapján, meghallgatásra talált a magyar tudományos körökben, akadémikusok, szkeptikusok között is, akik a szindonlógusokkal való vitát viszont nem vállalták. Azonban időközben kiderült, hogy McCrone eredményei megkérdőjelezhetők a térkép vonatkozásában, sőt az eltelt időben bebizonyosodott eredetisége. A vásznon található vérnek gondolt foltokról pedig más vizsgálatok azt állapították meg, hogy valóban vér, és vércsoportja is azonosítható.
- A vöröses foltok mikrokémiai vizsgálattal elemezve pozitív eredményt adtak hemin, protein, bilirubin és albumin összetevőkre. Így vérmaradványnak minősíthetők. Ezek a foltok fehérjebontó biokatalizátorral eltávolíthatóak (protealitikus enzimmel). Így kizárható a festékeredet elmélet,[43] de nem zárható ki a valódi holttesttel végzett hamisítás.
- A sebek környékén, a leplen fellelt vöröses anyag a korábbi elképzelésekkel szemben nem festék vagy állatból származó vér, hanem emberi vér, és a Közel-Keleten viszonylag gyakrabban előforduló AB vércsoportba tartozik. Az AB vércsoport mindenhol a legritkább típus, és a Közel-Keleten is csak 8-12% az előfordulása, ami körülbelül két-háromszorosa a 4% körüli világátlagnak, de még ezzel sem nevezhető „gyakorinak”. A kétezer éves vér bizonytalan analízise az eredetiséget vitatók számára a későbbiekben fontos érv lett.
- Dr. Giovanni Tamburelli (Torinói Egyetem) egy számítógépbe táplálta az emberi vér paramétereit, hogy a gép kimutassa a leplen található összes vérnyomot. Az arcon szabad szemmel nem látható hajszálerekből származó vérnyomokat talált, aminek konklúziója alapján kizárta annak a lehetőségét, hogy a képmás létrejöttében emberi kéz játszhatott közre.
- A Krisztallógráfiai Intézet vizsgálata szerint a leplen kreatinint és ferritint találtak nagy mennyiségben, amely traumatizált (pl. megkínzott) emberek vérében található.[44]

### Szennyeződések
1978-ban a STURP által folytatott vizsgálatok során, Roger és Marty Gilbert kis kosznyomokat fedezett fel a halotti leplen. A csoport egyik tagjának, Samuel Pellicorinak a segítségével kimutatták, hogy a bal térdnél és sarkánál és a törött orrnál 'piszok' található. A talpak környékéről vett és vizsgált szennyeződések anyagaként a mészkő egy fajtáját határozták meg. Később a 'kosz', a jeruzsálemi sziklasírokból ismert édesvízi travertino aragonitból (és nyomokban stroncium és vas) mészkőből származó anyagnak bizonyult, ami sokkal ritkább, mint annak ismertebb fajtája, a kalcit. Dr. Joseph Kohlbeck és dr. Eugenia Nitowski kimutatták, hogy a vásznon talált szennyeződés és a főváros közelében található mészkőbe vájt sírok anyaga szinte megegyezik. Ennek a vizsgálatnak a következtetéseit, saját vizsgálatai alapján dr. Ricardo Levi-Setti, a Chicagói Egyetem tanszékvezető tanára megerősítette 1986-ban. A szkeptikusok és a hamisítás elméletét támogatók eddig nem vették figyelembe ezt a hitelességet bizonyító tényt. Ezeknek a kutatásoknak és érdekes eredményeinek cáfolatára a mai napig nem került sor.

### Vízfoltok
Az 1978-ban a STURP által folytatott vizsgálatok során tanulmányozták a víznyomoknak tartott elszíneződéseket is. Megállapítást nyert, hogy a foltok azok, aminek látszanak, azaz folyadék (víz) által feloldott sók oldatának megszáradása után, a textílián szabad szemmel érzékelhető, annak láthatóan megjelenő visszamaradt határvonala, ahol is az oldott sók feldúsultak. Egy több mint félévszázada kiadott, a lepelről szóló tanulmányban, a franciaországi Chambéry várkápolnájában 1532-ben pusztító tűzvésznél felhasznált hűtővíz visszamaradt nyomával hozták összefüggésbe. Ezt a téves elképzelést aztán kritika nélkül vették át a vászonról szóló újabb és újabb könyvekben, írásokban. Az 1990 években végzett magánkísérletek után fel lett hívva Víz László úr figyelme arra a tényre, hogy ez az elgondolás nem állja meg a helyét, a torinói lepelről szóló könyvének újabb kiadásaiba ne vegye át azt, hogy ezek a foltok az oltás során szárazon maradt részek. Azonban a műkedvelő sindonológusok a mai napig ismétlik ezt a hibát. Tisztázódott kísérletek során, hogy a korábbi elgondolásokkal szemben nem olvadhatott meg az ezüstládika egy része (magas olvadáspontjára tekintettel), így ennek pár cseppje nem okozhatta a lepel egyes részeinek elszenesedését. Caius Plinius Secundus (Maior), római író, polihisztor, „Naturalis Historiája” című többkötetes művében leírta már az ónozás technikáját. Ez a tudás nem veszett el – egyesek részére megmaradt – és nyilvánvalóan a kápolnában található ereklyetartó teherhordórészei, a zsanérzat, a zárszerkezet nem ezüstből készült, ezek ónozott alkatrészek voltak. Így a jóval alacsonyabb hőmérsékletre tekintettel az oltás során a vásznat átáztató víz, nem hagyott nyomott.
Aldo Guerreschi és Michele Salcito 2005-ben elkészült tanulmányában részletesen taglalta, hogy a vásznon jól kivehető vízfoltok már az első századokban a vászonra kerülhettek. Történetesen akkor, amikor Edesszában a keresztényüldözések elől a várfalába rejtették egy kőkorsóban. Itt a hosszú évtizedek során kicsapódhatott annyi víz, amennyi az összehajtogatott vászon folyadékba merülő sarkain a jellegzetes foltokat hagyta. Ez a tárolási mód akkor mindennapos volt, a Holttengeri tekercsek is ilyen módon kerültek elrejtésre. Ez is bizonyítja azt, hogy Pál apostol levelében a 'féltett kincs' – a hagyományos magyarázatoktól eltérően – nem a lélek, a fizikai testben, hanem a vászon, egy korsóban. (Már csak azért sem, mert több fajta testet különböztetett meg leveleiben, de cserépedénynek sosem nevezte azt!) A vízfoltok alakja, formái, a határvonalak elszíneződése is azt bizonyítja, hogy nem a vászon nagyobb része ázott át, és a foltok maradtak szárazon, hanem ennek ellenkezője bizonyítható.

### Római pénzérme

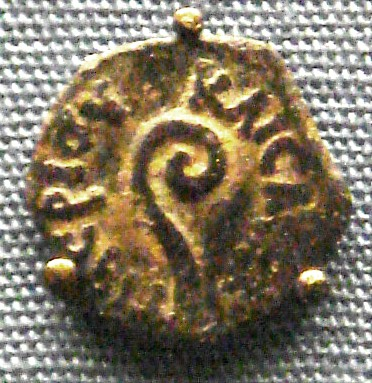
Pilatus idejéből származó pénzérme

Az 1978-as STURP vizsgálat során, a 3D képek elkészítése után John Jackson felhívta a figyelmet arra, hogy a szemeken – pénzérméknek tűnő tárgyak váltak láthatóvá. Francis L. Filas jezsuita professzor ez alapján 1980-ban egy tévéinterjúra készülve újra átvizsgálta, a vászonról 1931-ben készült képeket, amelyek bizonyos szempontból nagyobb segítséget nyújtottak ehhez. (Az újabb fényképfelvételeken már nem sikerült egyértelműen azonosítani a vásznon a feltételezett pénzérmék nyomát, mivel egyesek szerint, a vászonról történő mintavétel során az ott található lenszálakat megbolygatták.)
Egy pénzérmét vélt felfedezni, aminek négy betűjét azonosította: UCAI, és egy botszimbólumot, az augurok kampósvégű pálcáját. Elsősorban a görögökről tudjuk, hogy pénzérmét tettek a halott szemére, az alvilágba a lelkeket átszállító hajós, Kharón számára. Azonban egy dokumentált esetben, zsidó temetkezési helyen is találtak két darab pénzérmét ebből a korból. Quintus Pontius Pilatus előtt, elődje Valerius Gratus helytartósága idején (i. sz. 15 – 26) a forgalomba lévő érméken még semmiféle vitatható embléma nem díszítette az általa veretett rézpénzeket. Az új prefektus azonban változtatott ezen, és a zsidóságot sértő jelképeket helyezett el érméin. Leptonjai között volt olyan, amelyen egy botszimbólum, a római augurok görbevégű botja, és a görög TIBERIOU KAISAROS felirat szerepelt. A feltételezés szerint a nyomómester a latinos változatot írta az érmére: TIBERIOU CAISAROS. Ebből a feliratból találta meg az U CAI betűit Filas. Pilatus csak helytartósága elején verethette ezeket az érméket: Krisztus után 26 és 31 között, mivel Lucius Aelius Seianus kivégzése után (aki a támogatója volt) többé már nem bocsátott ki több pénzérmét.

### Felirat a leplen
Barbara Frale, aki nemsokára könyvet jelentet meg felfedezéseiről La Sindone di Gesu Nazareno (A Názáreti Jézus leple) címmel, úgy fogalmazott: megtalálta a Názáreti Jézus 'halotti bizonyítványát' görög, arámi és latin nyelvű feliratokban a leplen. Mint mondta, bár sok betű hiányzik, sikerült rekonstruálnia a feliratot:
Frale elmondta a La Repubblica című lapnak: a Krisztus korában elterjedt zsidó temetési szokások szerint a kivégzettek holttestét egy év múltán adták oda a családnak, addig közös sírban nyugodtak. A feliratot a lepelre rögzítették, hogy később azonosíthassák azt az érte jövők. A felirat általában az arc körül volt rögzítve.
Frale nem is annyira új dolgokat állít, kutatásai pedig minden bizonnyal francia szakértők munkáján alapulnak. Marion és Courage volt az a két francia, aki hasonló ötlettel állt elő az 1990-es években, miszerint a lepel feliratai igazolnák a hitelességet. A feliratok azonban alig látszanak, még Marion és Courage prezentációján sem minden képen voltak kivehetők – egy másik szakértő, az 1999-es előadáson jelenlévő Mark Guscin szerint.
Az első ilyen jellegű kutatásokat Alan Whanger a durhami Duke Egyetem professzora és felesége Mary végezte, akik 1998-ban megjelent könyvükben – The Shroud of Turin an Adventure of Discovery ISBN 1-57736-0796 – az általuk feltalált PIOT – módszer alkalmazásával mutattak ki a vászonról készült fotókon több tárgyat és felirattöredéket. Ezek azonban kétséges és vitatott bizonyítékok, valójában a valódi szindonológusok a járulékos eredményekből profitálnak. Ebben az esetben például, a kutatás során a római Callistus katakombákban fellelt, az első század végére datált Jézus ábrázolás arcának nagyfokú egyezősége a lepel emberének arcával hozott jelentős eredményt.

### Holografikus vizsgálat
Egy holland orvosnak, Petrus Soonsnak a leplen látható kép háromdimenziós információi alapján sikerült előállítania a kép hologramját. Az életnagyságú hologram római kiállításakor létráról tekintették meg a leplen látható férfi feje tetejét. A fejtetőn sok apró véres seb nyomai látszottak, ami megerősíti a korábbi feltételezést, hogy nem töviskoszorút, hanem az egész fejet beborító tövises „sapkát” borítottak rá.
Peter Soons a mesterhologramot tanulmányozva azt is észrevette, hogy a leplen látható férfi nyakán, a szakáll alatt egy ovális, kemény tárgy látható, kidomborodó héber betűkkel. A kutató három betűt – cádi-álef-nun – azonosított, amelyeket összeolvasva a c'n szót kapta. Ernest Klein héber etimológiai szótára szerint a c'n szó nyájat alkotó bárányokat, kecskéket jelent; egyetlen más jelentése van, amely csak egyszer fordul elő a Bibliában. „Mózes összehívta Izrael véneit mind, és így szólt hozzájuk: »Menjetek és szerezzetek bárányt családjaitok számára, és vágjátok le mint húsvéti áldozatot.«” (Kiv 12,21). Itt – és az egész Bibliában egyedül itt – a c'n szó húsvéti bárányt jelent (amire a héber szöveg egyébként másik szót használ).

### Kémiai és mechanikai vizsgálatok
2013. március 27-én jelent meg az Il Mistero della Sindone (A lepel titka) című könyv, mely két kémiai (FTIR és Raman spektroszkópiás) és egy többparaméteres mechanikai vizsgálat eredményeit ismerteti. A könyv szerzői Giulio Fanti, a Padovai Egyetem mérnöki karának méréstechnikával foglalkozó professzora és Saverio Gaeta újságíró. A vizsgálatokat a Padovai Egyetem laboratóriumában olasz egyetemek kutatói végezték. Az eredmények 95 százalékos biztonsággal a lepel korát a következő intervallumokban határozták meg:
- FTIR: Kr. e. 700 és Kr. u. 100 között;
- Raman spektroszkópia: Kr. e. 700 és Kr. u. 300 között;
- Többparaméteres mechanikai teszt: Kr. u. 1 és 800 között.

Tehát a három teszt együttesen Kr. e. 700 és Kr. u. 800 közé helyezi a lepel korát. Ez jelentős eltérés az 1988-ban végzett radiokarbon vizsgálat eredményétől, mely a középkorba helyezte a lepel készítésének idejét.

### Fizikai eredmények tanulmányozása
Giuseppe Baldacchini olasz fizikus, a római ENEA Kutatási Központ korábbi igazgatója 2012-ben ismertette tanulmányát, melyben a következőkre világít rá:
- a torinói lepel anyagában nem mutathatók ki bomlási folyadékok vagy gázok maradványai (melyek a halál beállta után negyven órával kezdenek megjelenni);
- nem sokkal a bomlás előtt eltűnt a test, mivel az alvadt vér hemolízise, mely a vérfoltok kialakulásához vezetett, eltartott bizonyos ideig;
- a vérfoltok nem mutatnak mechanikus eltávolításra utaló jeleket, tehát a testet kézzel nem vehették ki a lepelből;
- a fizika egyetlen jelenséget ismer, ami valamely tömeg eltűnését eredményezi, miközben annak megfelelő energia keletkezik: az anyag-antianyag annihilációt. A folyamat, amely ma csak szubatomi szinten rekonstruálható az elemirészecske-laboratóriumokban, közvetlenül az ősrobbanás után, a világegyetem első pillanataiban rendkívül gyakori esemény volt.

A tudós elméletét így összegezte: „a test a lepelben megsemmisült, dematerializálódott, majd valahol máshol azonnal újra materializálódott, akár élve, akár élettelenül."

### Arckendők

#### A manoppellói kendő (Volto Santo)

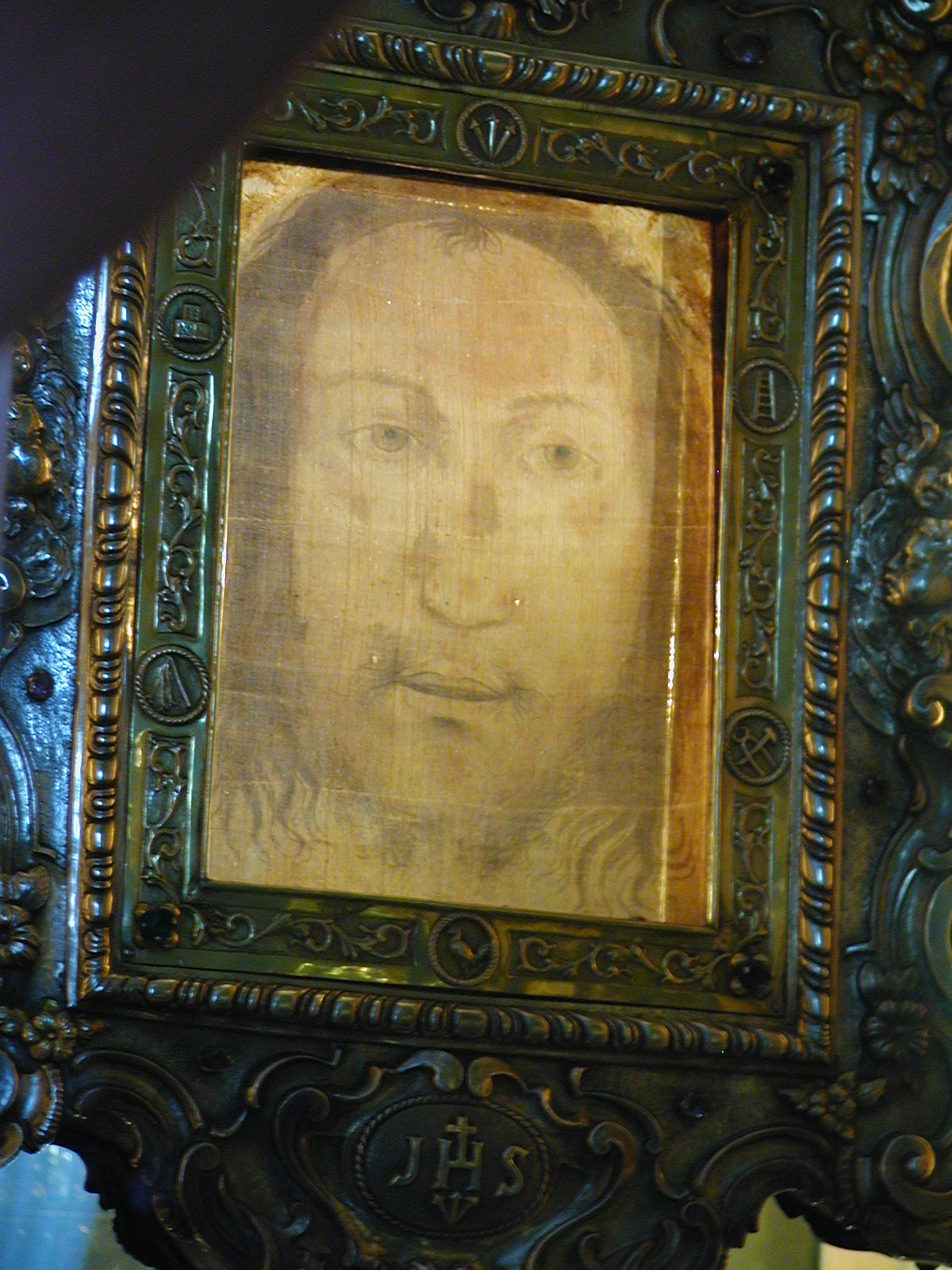
Volto Santo

Az olaszországi Manoppello főtemplomának oltárán két üveglap között, egy ezüst ereklyetartóba foglalva őriznek egy kendőt, amelyen egy arc látható. A kendő anyaga selyemszövet, pontosabban tengeri selyem, ami a legdrágább szövet volt az ókorban (nobilis tengeri kagylóból nyert selyemfonalakból szőtték). Az anyag méretei: 17 × 24 cm. A kendő áttetsző, tehát valójában egy fátyol, a kép mindkét oldalról tökéletesen látható. A modern tudomány nem képes választ adni, hogy milyen módon keletkezett a kép, amely abszolút összhangban van a torinói leplen lévő arccal. Bár a torinói leplen az arc negatív kép, ezen a kendőn pedig pozitív, Blandin Paschalis Schlöner trappista szerzetesnő és ikonfestő több éves, aprólékos kutatások eredményeként bebizonyította, hogy a manoppellói kendő arca tökéletesen fedi a torinói leplen lévő arcot. A két arc 100%-ban megegyezik egymással szerkezetileg és méretileg. Emiatt néhány kutató azt a megállapítást tette, hogy az arckép Krisztus sírjában keletkezett, Jézus feltámadása alatt, a torinói leplen lévő képpel együtt, vagyis ez Krisztus temetkezési szemfedője. (A hagyomány szerint a keresztet vivő Krisztushoz odaszaladt egy asszony, és arcáról letörölte egy kendővel a véres verítéket, aminek nyomán a kendő megőrizte a Megváltó arcának képét. Ennek az asszonynak a Veronika nevet adták. A Veronika név latin és görög szavak egyesítéséből származik: veraeikon = „valódi kép”. Ezt az eseményt örökíti meg a katolikus egyházban gyakorolt Keresztút ájtatosság hatodik állomása is. Az evangéliumok nem beszélnek Veronikáról, alakja egy VI. századi apokrif iratban tűnik fel.) A kendőt azonosítják az ún. Mandylionnal.
Tudományos kutatások egyértelműen rámutatnak, hogy a manoppellói kendő Jeruzsálemből származik. A Kendő a VIII. században Rómába került és a Szent Péter-bazilikában őrizték, a Szent Veronika kápolnában. Ennek az ereklyének fontosságát az a tény bizonyítja, hogy az új Szent Péter-bazilika építésének alapkövét 1506-ban azon a helyen tették le, ahol elsőként azt az óriási oszlopot építették fel, melynek belsejében a Vatikán Kincstára kapott helyet. A Kincstár létrehozásának elsődleges célja a „Valódi Krisztus Arc” kép őrzése volt. Az oszlopon, amely Jeruzsálemi Szent Veronika nevét viseli, a következő felirat található a mai napig: „Veronika Kendőjén megörökített magasztos Megváltó Arckép méltó megünnepléséhez, VIII. Orbán pápa építtette és díszíttette fel a Jubileumi Évben 1525.” 1527-ben, Róma elfoglalása idején, vagy a XVII. század elején eltűnt a Szent Péter-bazilikából a valódi Szent Veronika Kendő, amit bizonyíthatóan 1646 óta Manoppello kapucinus kegytemplomában tisztelnek a zarándokok. A Szent Péter-bazilikában két eltörött, kristályüvegű keret található, amelyek közül egyikben, a XVI., vagy XVII. századig, Veronika Kendőjét őrizték. Ezekkel a keretekkel pontosan megegyezik a manoppellói kendő nagysága. Egy ismert német újságíró, Paul Badde rámutat arra a tényre, hogy a Kendő jobb alsó sarkán kristálydarabokat találtak.

#### Az oviedói arckendő
A tárgyat Spanyolország legrégebbi kincstárában, az észak-spanyolországi Oviedo katedrálisában őrzik a 8. századtól. Ennek az ereklyének a hivatalos neve: arctörlő kendő. Anyaga lenvászon. Tudományos kutatások megállapították hogy ez a len anyag az első századból való. A 855 × 525 mm-es leplen nem látható arcmás, csupán vérfoltok és vérsavó. Ez a Sudario, vagyis kendő, amellyel a haldokló arcát törölték a zsidó hagyomány szerint. Az oviedói kendő történetét is nyomon tudjuk követni, mint a torinói lepelét. Eszerint 614-ben került el Jeruzsálemből, amikor a perzsák megszállták a várost. Egy bizonyos Fülöp presbiter előbb Alexandriába vitte, majd az arckendő rövid időre Sevilla püspökéhez került, ezután Toledóban őrizték, végül a mórok elől Oviedóba menekítették. Azóta nem hagyta el a várost, illetve környékét. (Ez a virágpor-analízis szempontjából fontos.) Előbb egy barlangban őrizték, majd kápolnát és katedrálist építettek az ereklye számára. Pelagius, 12. századi püspök, két történeti munkájában is részletesen foglalkozik a sudarium történetével. A spanyol EDICES kutatócsoport és dr. José Villalain által végzett tudományos vizsgálatok szerint, a leplen található foltok egy rész vérből és hat rész tüdőváladékból állnak, amely a keresztre feszített fulladásos halálával, illetve az eközben bekövetkező tüdőödémával függhet össze, és amely egyezik a János evangélium vonatkozó részével. A virágporvizsgálatok kimutatták, hogy a lepel útja valóban Jeruzsálemből Afrikán keresztül vezetett Spanyolországba. Mirha- és áloényomokat is sikerült mikroszkopikusan kimutatni a szöveten. Egy vizsgálat kimutatta, hogy az oviedói kendőn és a torinói leplen egyaránt megtalálható ugyanaz a kétfajta virágpor, a rajtuk lévő vérfoltok vércsoportja azonos (mindkét vásznon AB vércsoportú vér található, amely egy embertől származik), illetve nagy részük fedi egymást (az oviedói kendőn a vérfolt elhelyezkedése megegyezik a torinói lepel vérfoltjaival).

## A vita

### Az eredetiség mellett érvelők
- Egy 2005-ös elméletben azt a korábban is hangoztatott véleményt fogalmazták meg, hogy 1988-ban a lepel olyan részéből vették a mintákat, amelyek eredetileg nem tartoztak hozzá, utólag varrták a vászon széléhez. (Sue Benford és Joe Marina, Ohio.) Ez az elmélet természetesen a C-14 vizsgálat után rögtön lábrakapott. Holger Kersten fejtette ki ezt az elgondolást a legrészletesebben, elemezve a mintavételkor készült filmfelvételt. A jelenlévő tanúk nem követhették egy külön helyiségbe a mintákat levevő személyeket, nem ellenőrizhették azok becsomagolását. A vászonról készült színes képek bal oldalán jól látható az a 11 cm széles – ebből a részből vették a mintákat – vászonhoz utólag hozzá toldott rész, amelynek szövése és az eredeti vászon szövésmintája a találkozási pontokon nem folytatólagos, tisztán kivehető az ezt jelző vonal.[57]
- Más vélemények szerint a Chambéry-ben pusztító tűzvész okán (pl. pernye, korom által) kerültek a későbbi időpontot implikáló részek a lepelre.
- Leoncio Garcia-Valdes (Dallas, Texas, Yeehaw) bebizonyította, hogy a mérések nem lehetnek helyesek, mert a szövetrostokon vastag mikrobaréteg képződött.
- Más kutatók felhívják a figyelmet arra, hogy a hívők a leplet évszázadokon át megcsókolták. A kézen lévő zsír és a nyálban található szén nyomot hagyott, és ez okozhatta a megfiatalodást izotópcsere folytán.
- a régész Maria Garcia Siliato azzal érvel, hogy a holttestet nem mosdatták meg, és olajokkal sem kenték be, mert a vérontással, erőszakos halállal elhalálozottaknak nem ír elő mosdatást taharah-t a korabeli zsidó temetkezési szokás.
- Gregorius prédikációja írásos bizonyíték arra, hogy 944-ben már létezett a lepel, vagy a torinói lepelhez nagyon hasonló lepel.
- Több kutató a Pray-kódex (12. század vége 13. század eleje) XXVIII jelzésű színes oldalán megfigyelte a halszálkaszövés lépcsőzetes ábrázolását, négy kerek lyukat, és felette egy fordított B betű, melyet az M, mint Mandylionnal hoznak összefüggésbe. A halszálkás szövésminta ábrázolása és a lyukak olyan részletinformációk, ami miatt valószínű, hogy a rajzoló saját szemével láthatta a leplet. Így Leonardo nem hamisíthatta a leplet. A magyar Pray-kódexről kutatója, Kniewald Károly írja kutatómunkájában 1939-ben:[58] „A keleti réteg....,nagyon valószínűnek látszik, hogy Konstantinápoly és Jeruzsálemből közvetlen érintkezés alapján is gyarapodott.”
- 2010. május 2-án XVI. Benedek pápa[59] a leplet Krisztus szenvedése és feltámadása ikonjának, a remény jelének, a rejtőzködő Isten tanújának nevezte nyilvános torinói beszédében.[60]
- Lillian Schwartz komputergrafikus alább, a ’valódiság ellen felhozott érveknél’ olvasható elképzelésének kritikája: A hölgy elméleteit Leonardo da Vinci alkotásáról – mely szerint a művész önmagát másolta leghíresebb művére, és a lepelre is, már megcáfolta a Mona Lisa című kép tekintetében az élet, amely annak szócikkében is olvasható. A torinói vászon esetében pedig látható, hogy a nagy polihisztor jól dokumentált élettörténetében nincs olyan hiány, amely lehetővé tette volna egy ilyen nagy hatású mű elkészítését. Sokan észbe sem veszik, hogy Leonardo közel másfél évszázaddal később alkotott, minthogy a lepel első nyilvános kitételére sorkerült. Azok az elképzelések, melyek ezt próbálták orvosolni – miszerint később kicserélték, retusálták az eredeti vásznat – azért születtek, mert az ellenzők belátták, hogy a festéssel történő hamisítás elfogadhatatlan a felszínre került bizonyítékok tükrében. Azonban Leonardo igen gazdag (többkötetnyi) írásos hagyatékában egyetlen sor sem jelenik meg előhívó és fixáló anyagokkal történő kísérletekről, a kamera obscurával készített képekről, legfeljebb lencsék csiszolásáról. (A manapság tudományosnak nevezett csatornákon leadott műsorok csak a nézettség növelésére szolgálnak, tudományos értékük nullához közelít.) A camera obscura az elterjedt tévhitekkel szemben állandó és mozdulatlan képet ad ugyan, azonban a tárgy megvilágítása a Nap égbolton történő látszólagos mozgására tekintettel változik. (Az így készített felvételeken jól látható, hogy a test más pontjai kerülnek kiemelésre, mint a leplen – ahol ez a test és vászon távolság függvénye.) A torinói vászonhoz hasonló kép készítése – amely így még mindig rengeteg problémát vett fel – azonban csak mindkét oldalon domború lencse használatával oldható meg. Ilyen lencséket az elképzelt időhatárok között viszont nem ismerünk!

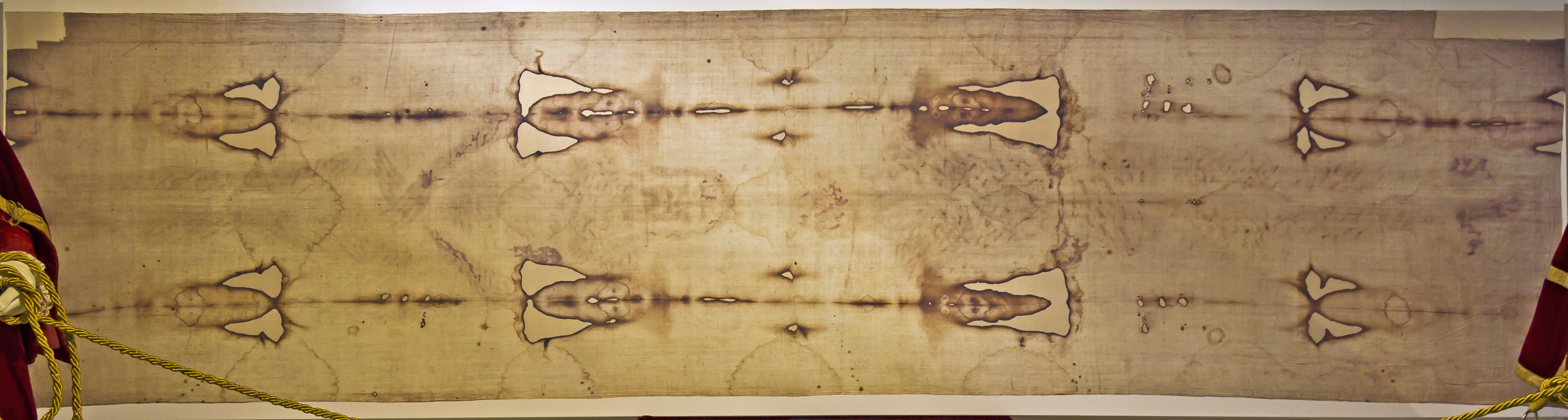
Torinói lepel, másolat fennmaradt San Cristóbal de La Laguna, Tenerife (Spanyolország).

### A valódiság ellen felhozott érvek
- Egyedül Máté evangéliuma említi a halotti leplet egyes számban, Márk nem egyértelmű, János és Lukács viszont kifejezetten gyolcsokról és vásznakról ír. Ennek fényében nem nagy a valószínűsége annak, hogy Jézus sírjában a torinói lepelhez hasonló lett volna. Ha ráadásul még képmás vagy teljes alakos kép is lett volna rajta, az szerepelne az Evangéliumokban vagy az Apostolok Cselekedeteiben.
- Pierre d’Arcis, Troyes püspöke VII. Kelemen pápához 1389-ben intézett levelében ezt írta: „felfedte a hamisítványt, és azt, miféle fortéllyal készítették… elrejtették az említett anyagot, hogy az egyházfő meg ne találja azt, s ezután elrejtve tartották harmincnégy éven át” – tudni véli tehát, hogy több mint harminc évvel korábban az akkori püspök, Henri de Poitiers elfogta a festőt, aki a leplet készítette. A pápa ennek ellenére nem járt el a leghatározottabban, mivel d’Arcis szerencsétlenségre ő a lepelt akkor birtokló családfő rokona volt. II. Geoffroi mostohaapja a pápa nagybátyja volt. Ez magyarázhatja, hogy megengedte a vászon további kiállítását, de csak „Krisztus leplének ábrázolásaként”.
- Az érme lenyomata nem egyértelmű bizonyíték. A szakértők egyetértenek abban, hogy a szemre helyezett érmés temetkezés nem zsidó szokás. A régészek Izrael területén összesen két esetben találtak olyan koponyákat, amelyekben pénzérméket leltek fel. Az azonban a feltárás során nem vált egyértelművé, miként kerültek oda.
- A pollenvizsgálat még nem bizonyítja, hogy a Názáreti Jézus volt, amíg bizonytalan a kormeghatározás, hiszen ha a lepel I. századi, akkor lehetett más keresztre feszítettnek a teste is. A pollenvizsgálat csak annyi bizonyít, hogy a lepel járt valamikor a Közel-Kelet térségében, a keletkezésére nem ad választ. Ugyanakkor elképzelhető, hogy története során valamikor a Szentföldről származó virágokkal borították be.
- Nincs magyarázat arra sem, hogyan került a lepel Franciaországba.
- Lillian Schwartz komputergrafikus, aki korábban a Mona Lisa mosolyában magát a művész Leonardo da Vinci (1452–1519) arcvonásait vélte felfedezni, és ezzel kapcsolatban elemezte a művész portréját a torinói lepellel.

Kísérletében vászonra ezüstszulfátot vitt fel, és camera obscura segítségével vetített rá Lillian Schwartz által elkészített szoborfejet.(A dokumentumfilmet a Channel Five mutatta be.) Mind a vegyszer, mind a camera obscura ismert volt Leonardo életében. (MTI) Larissa Tracy (Longwood Virginia Egyetem) elképzelhetőnek tartja, mert Leonardonak elegendő anatómiai tudása volt a hamisítvány elkészítéséhez. A camera obscura az elterjedt tévhitekkel szemben állandó és mozdulatlan képet ad, függetlenül a Nap járásától. Működési elve szerint ugyanis a szórt fény alkotja a képet, nem a közvetlen napsugárzás. Ilyen módon akár több napos expozíció is feltehető.
- Három független radiokarbon vizsgálat történt a leplen. A vizsgálat szigorúan a vakpróba elvei szerint valósult meg, egyik laboratórium sem tudta, hogy a nekik megküldött három számozott minta közül melyik származik a lepelből. Arra az eredményre jutottak, hogy a középkorban, Jézus születése után nagyjából 1260–1350 évvel készülhetett a lepel. A tűzvészbeli utólagos szennyeződés legfeljebb valamilyen mértékben fiatalíthatta volna a leplet, de nem hamisíthatja meg olyan mértékben, mint azt a római lepelkonferencián 1993-ban két orosz kutató dr. Andrej Ivanov és dr. Dimitrij Kuznyecov, a moszkvai fizikai-kémiai módszerek laboratóriumának munkatársai bizonyítani szerették volna. A szenesedés során ugyanis kevés füstből származó szén telepedhet az anyagra, a folyamatban az anyag eredeti széntartalma marad meg. Kérdéses a lepel 1503-as forró olajban történő megmerítésének hatása.
- Eddig egyetlen minden kétség felett álló bizonyíték (pl. írásos forrás) sincs a lepel 1350-et megelőző létezéséről.
- 2005-től kezdve többen, akik a radiokarbon vizsgálat hatására hamisítványnak gondolták a leplet, már az eredetiség mellett vannak, mivel a lepel újraszőtt, korábban sérült részéből származott a minta. Azonban a kormeghatározás hibás kivitelezése még nem jelent bizonyítékot a lepel korára nézve, önmagában csak annyit jelent, hogy visszatért az alaphelyzet: nem ismert a lepel kora. Amíg természettudományos kormeghatározás egyértelműen nem mutatja ki az 1. századi datálás lehetőségét, addig a leplen lévő kép bárkit ábrázolhat és bármikor keletkezhetett. A kormeghatározás elvégzését azonban a lepel 2002-es konzerválási eljárása szinte lehetetlenné tette, mivel széntartalmú konzerváló oldattal itatták át. A kormeghatározásra már csak egyetlen mód kínálkozik, a leplen lévő égett lyukak szélén lévő szenesedett anyagból kell mintát venni, mert a megpörkölődött vászon nem szívja be a nedvességet. E kis mennyiségű minta elemzéséhez ma már megvan a technológiai lehetőség, de egyelőre nem került rá sor.
- Több olyan elmélet is létezik, amely szerint Jézus nem halt meg a keresztfán. Az elképzelések alapja az, hogy a (sírnál a bejutást akadályozó kő nem volt a helyén) vásznon olyan vérfoltok is találhatók, leginkább a talpaknál, illetve a csuklónál, deréknál, amely még élő szervezet vérkeringésére utal. Az így elképzelt történet szerint Jézus akár még több évtizedet is élhetett távol az események színhelyétől.[61] Ennek az elgondolásnak továbbfejlesztett változata már nem spontán történésekre gondol, hanem az egész passiót egy előre megtervezett és kivitelezett összeesküvésnek tartja. Ez a változat azonban rámutat arra, hogy a vászon hitelességét megkérdőjelező bizonyítékok és ellenérvek nincsenek összhangban. Ugyanis a „még élő test” eltemetése ellentmond a középkori keletkezésnek, a festés és hamisítás változatoknak.[62]
- A vérfoltokkal kapcsolatban nagyon sok kérdés merült fel a múlt század utolsó évtizedeiben. A vérfoltok túl tökéletesek, nincsenek elmaszatolódva. Bármely olyan folyamat, amely megpróbálná természetes úton magyarázni a képmás keletkezését, megakadályozná a vérfoltok kialakulását. Amennyiben már alvadt volt a vér a halál beálltára tekintettel, akkor nem kerülhetett a vászonra, ha viszont még folyékony, akkor beleivódott volna. A töviskorona és a korbácsolás jóval korábban ejtett sebeket, ennek ellenére még mindig véreztek a vásznon látható foltok szerint. Az utolsó seb, a lándzsadöfés esetében pedig a vér olyan hígan ömlött, hogy deréktájon nagy mennyiség gyűlt össze, ami csak a test hanyattfektetése esetén fordulhatna elő. A vérpatakok a hajon keresztül is láthatóak, ami ezeket a sebeket megkérdőjelezi. Anthony Harris könyvében rámutat arra is, hogy a sebek közül egyetlenegy sem fedi át egymást, mintha szándékosan megkonstruálva lennének. dr. Victor Webster szerint pedig a csuklóseb, amelynél jól megfigyelhető a keresztre feszítettek kétféle testhelyzete – a levegővételért küzdve, a két irányba tartó vérpatakok pontosan mutatják ezt – ellentmond annak, hogy a kezeket rászögezték a keresztfára. Hiszen ebben az esetben a csuklók hátoldala a kereszt vízszintes részéhez hozzádörzsölődne, ami az ilyen vérfolyások képződését lehetetlenné tenné, vagy legalábbis felismerhetetlenné.

## Az iszlám hagyomány szerint
Az iszlám vallás hagyományai szerint a torinói lepel valóban Jézust ábrázolja. Az elbeszélés szerint Jézus el szeretett volna látogatni Edesszába, azaz a mai Şanlıurfa városába. Mivel nem volt rá lehetősége, maga helyett egy leplet küldött: ez a torinói lepel.

## A lepel ábrázolásai

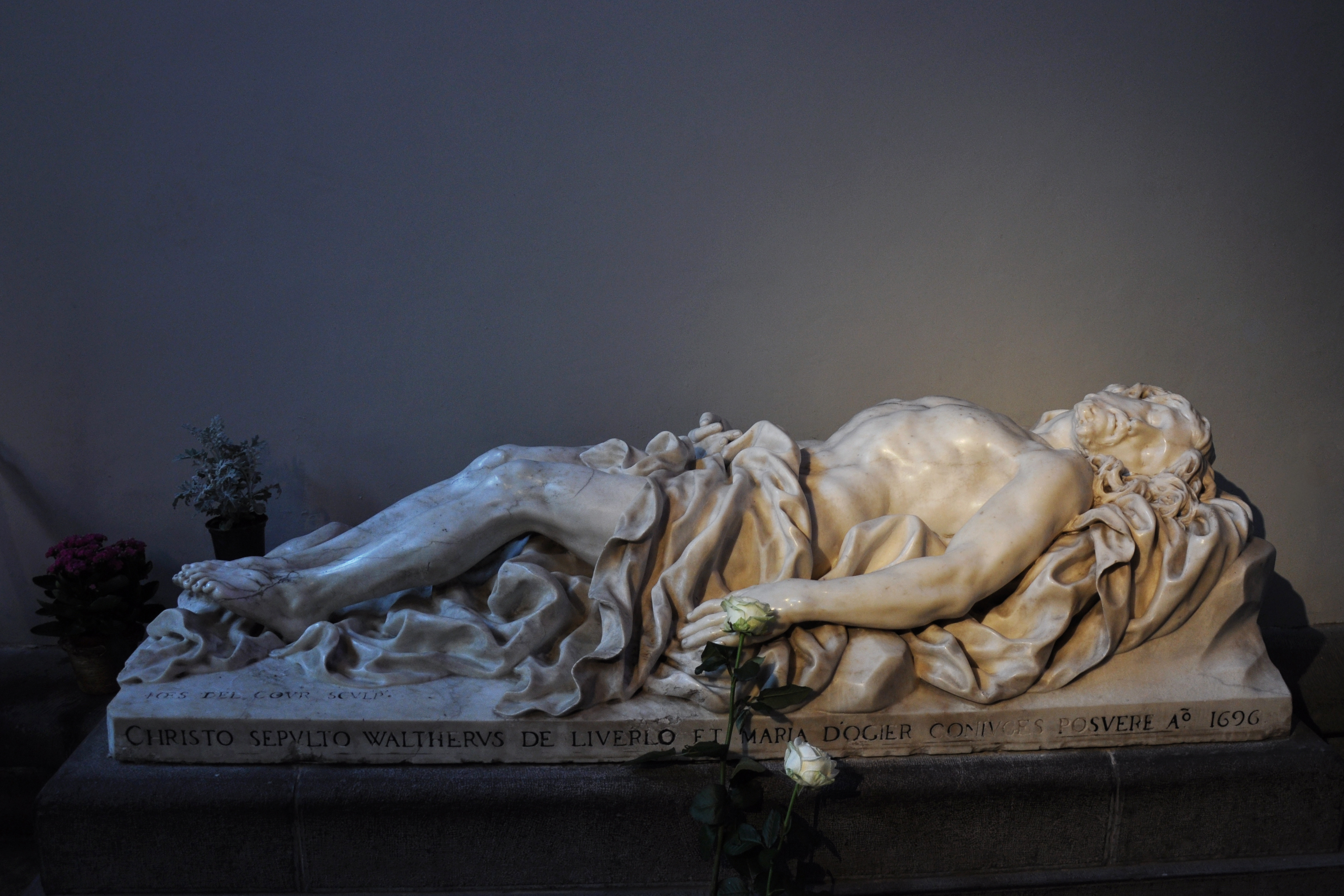
Jézus a sírban (Szent Pál-katedrális, Liège)

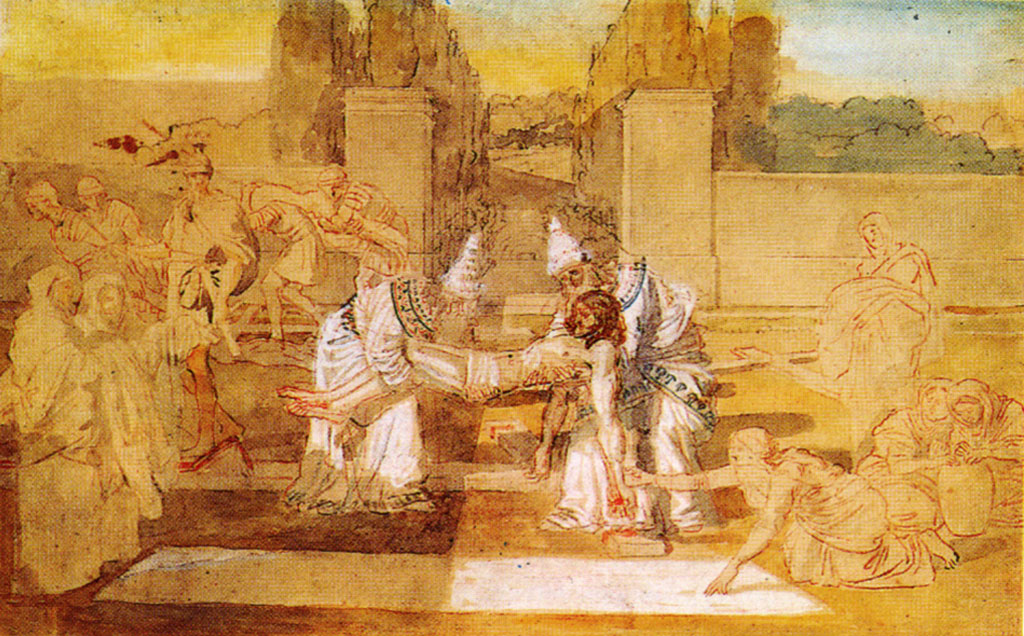
Jézus temetése, orosz festő, 1850

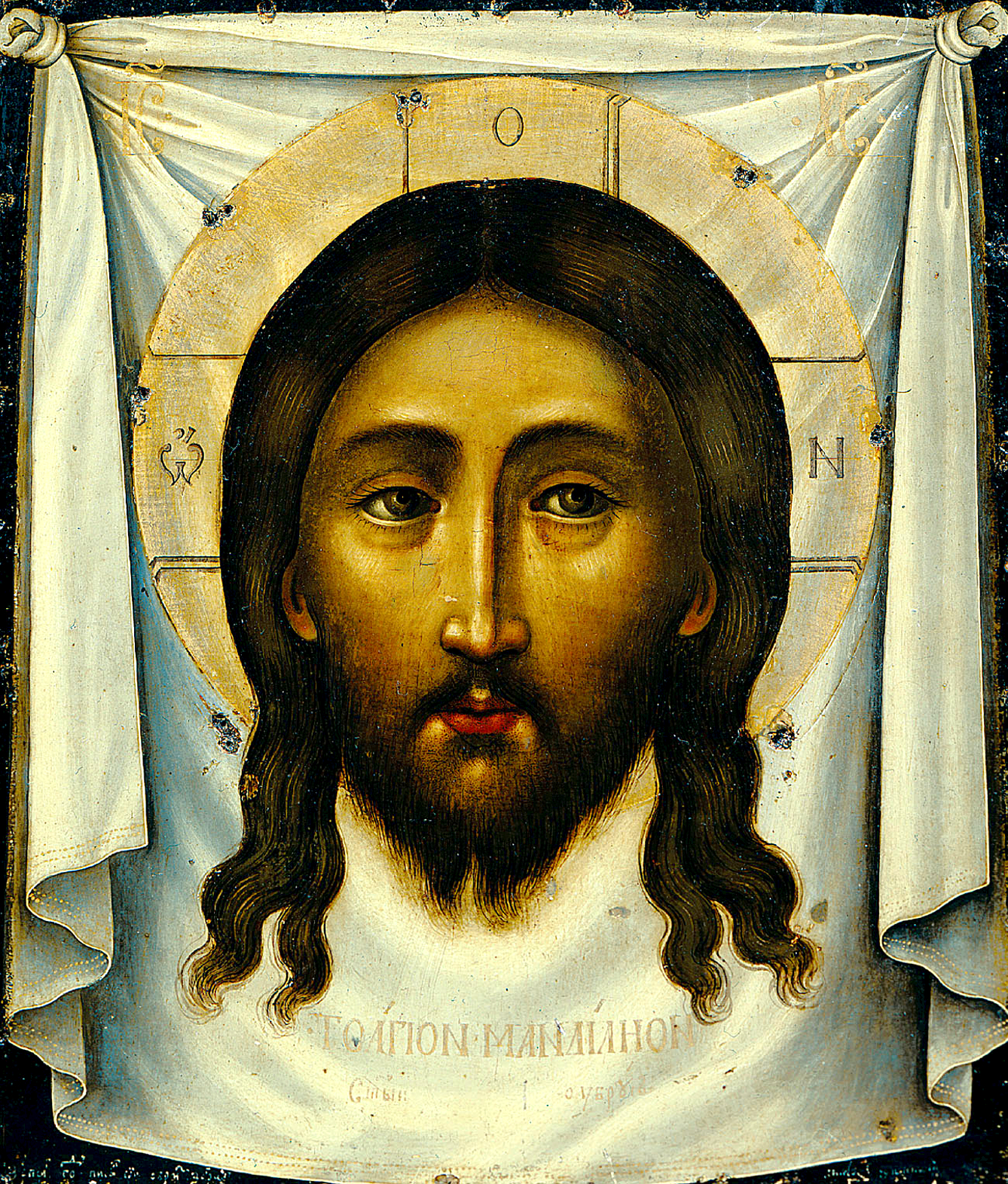
Szimon Ushakov: Mandylion (1658)

- A magyar Pray-kódex. Keletkezése 1192 és 1195 közé tehető. Bár a test lenyomatát nem ábrázolja, mégis az eltemetés mozzanatát ábrázolva egyes kutatók különös fontosságúnak tartják ezt a képet – a korai keletkezése kapcsán – a lepel eredetisége mellett érvelve.
- Levétel a keresztről. Giovanni Battista della Rovere festménye.
- Bessans, francia község az olasz-francia határ közelében. A 16. századi freskó a Chapelle Saint Antoine-templomban van. Valószínűleg, amikor Franciaországból Torinóba szállították a leplet, a korabeli fosztogatók elkerülésének megfontolásából vitték az Alpokon át és így utazott át ezen a kis falun. A freskó a teljes kiterített leplet ábrázolja a lenyomattal.
- 1516-ban Albrecht Dürer elzarándokolt a lepelhez, és készített egy másolatot. A másolat ma Lierre városában (Belgium) St.-Gommaire templomában látható.[63]
- Antonius Tempesta (1555 Firenze – 1630 Róma): A szent lepel bemutatása a népnek. Rézkarc.
- Nizza, Szent Lepel-kápolna[64]
- Gaspard Baldouino (1590- 1668) Nizza.[65]
- Giacomo és Giovanni Andrea Casella: San Carlo Borromeo templom 1655[66]
- 1986-ban Dinyés László által készített másolat a Tiszaföldvár, Döbrei János úti római katolikus templomban látható.[67]
- Lajosmizse katolikus templomában az oltár mellett, a főhajó falán található egy egyedülálló érték. A torinói lepelnek, az úr Jézus Krisztus halotti leplének Torinóban készült hiteles és hivatalos másolata, amely az eredeti lepel szövésével teljesen megegyező szövésű vászonra, különleges fotoelektromos eljárással készült. Ha valaki Torinóban jár és meg akarja tekinteni a leplet, ott is egy ezzel tökéletesen megegyező másolatot láthat, (hiszen az eredetit elzárva tartják), amely szintén ott, a torinói püspökség speciális műhelyében készült.[68]
- A 2010-es torinói kiállításra a lepel másolatát domborműben készítették el, hogy a vakok és gyengén látók is átérezhessék a látók élményét.[69]
- A győri Szent Kamillius-templom plébánia folyosóján 2010. november 19-e óta látható a lepel másolata.
- Debrecenben 2011 június 1-től látható másolat a Szent Anna templomban található.[70]

### Modern 3D ábrázolás
- Shroud of Turin in 3D Archiválva 2013. szeptember 16-i dátummal a Wayback Machine-ben

## Könyvek
- Dr. Hynek, R. W.. Krisztus kínhalála a modern orvosi tudomány világánál. Korda (1937)
- Bulst, Werner. A Torinói Lepel és a mai tudomány.. Szent István Társulat, 52. o. (1987). ISBN 963-360-419-2
- Víz, László. A torinói halotti lepel. Ecclesia (1988)
- Dr. Molnár, Gyula. A turini lepel igazsága. A kormeghatározás jelen kísérlete tudománytalan és a közvéleményt félrevezető.. Svájc Hauteville: Editions du Parvis, (1990)
- Víz, László. A torinói halotti lepel és korának meghatározása. Ecclesia, 274. o. (1991). ISBN 963-363-113-0
- Boda, László. A Torinói Lepel "életre-keltésének" kísérlete.. Szent Gellért Kiadó, 79. o. (1999). ISBN 963-696-044-5 e-könyv
- Keith Laidler: A torinói lepel titka; ford. Zombori Vera; General Press, Budapest, 2002 (Különleges könyvek) ISBN 978-963-9282-76-6
- Picknett, Lynn. A Torinói Lepel. Leonardo da Vinci legnagyobb csalása. Gold Book, 320. o. (2006). ISBN 9789634250233
- Englisch, Andreas. Isten nyomai. Csodák a katolikus egyházban.. Ursus Libris, 328. o. (2008). ISBN 978-963-9718-11-1
- Kiss Irén, Tábori László. A torinói halotti lepel magyar szemmel.. Püski Kiadó, 178. o. (2009). ISBN 978-963-9592-92-6
- Dawkins, Richard. A legnagyobb mutatvány: Az evolúció bizonyítékai. Nyitott Könyvműhely K. (2009). ISBN 978-963-9725-81-2

- Pályi Gyula. A torinói lepel. Szent István Társulat, 238. o. (2010). ISBN 978-963-277-204-2

### Újságcikkek
- Beöthy, M.. A torinói lepel C14 analízise.. Magyar Nemzet (1988 XII. 3.)
- Tite, Phillips, Nickell, Dietz, Fossati, R. W.. Tematikus szám a lepelről. Mérleg (folyóirat) (1989/2 sz.)
- Boda, László. Valóban a NASA keltette életre a lepel arcát?. Új Ember (1997. XI. 23.)
- Elter, János. Vér és Lepel. Új Ember. HU-ISSN 1785-6299 (2004)

### Idegen nyelvű irodalom
- Bíborban született Konstantin: A birodalom kormányzása. (Constantinus Porphyrogenetus, De administando imperio)